# Дніпровські плавні

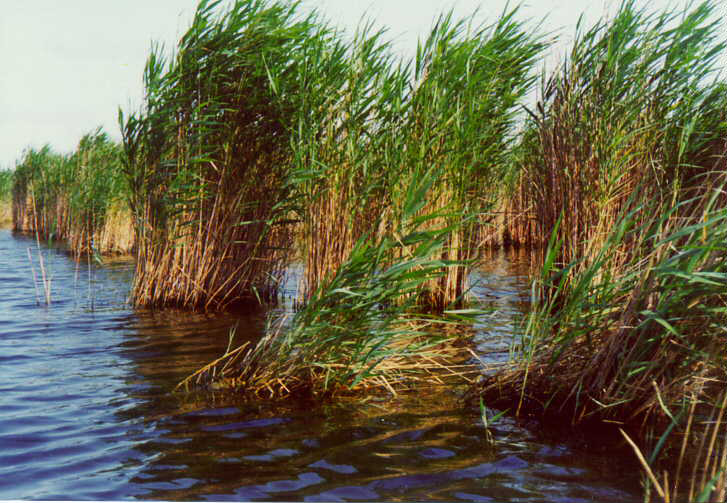
Типовий ландшафт плавнів

Дніпро́вські пла́вні — заболочені ділянки Дніпра (плавні), де русло річки розбивається на рукави, таким чином розділяючи заплавні острови. У широкому розумінні, Дніпровські плавні — це плавні, що зустрічаються по всій течії Дніпра. У вузькому розумінні, але поширенішому, це плавні, які збігаються з розташуванням Великого Лугу, що тепер затоплені Каховським водосховищем.

## Географічне положення та відомості

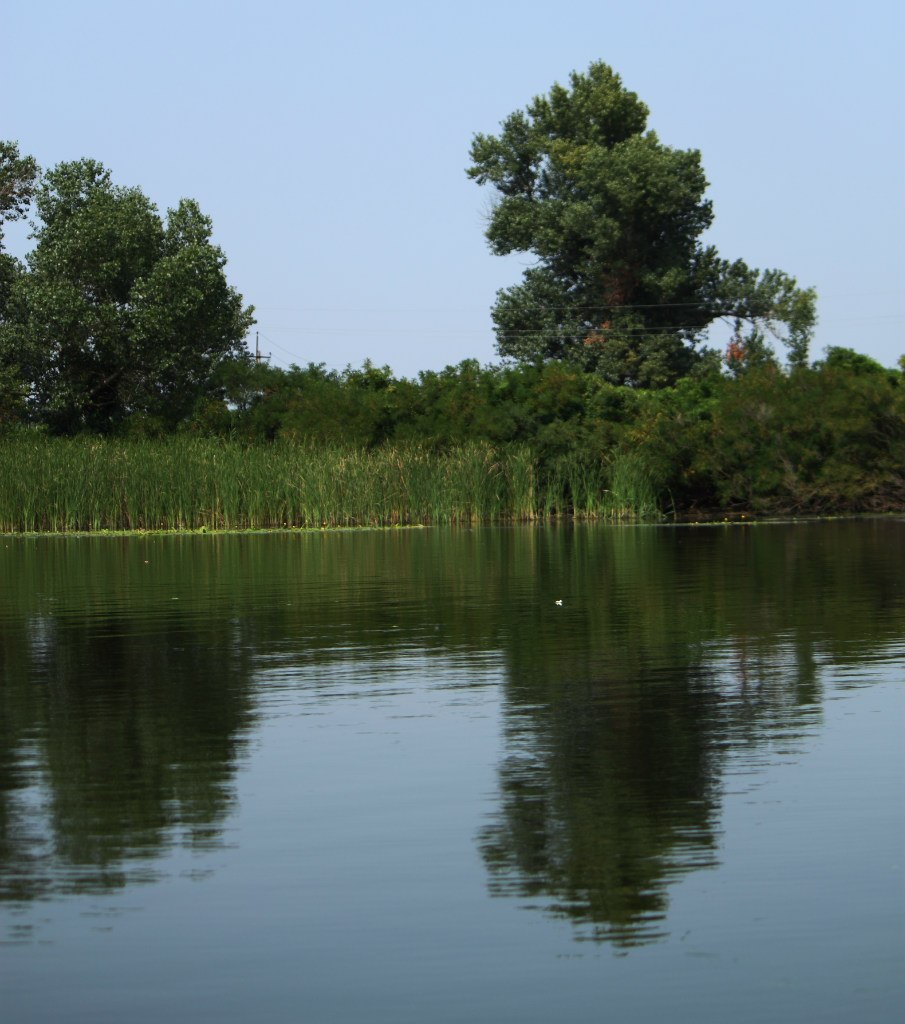
Дніпровські плавні в околицях Херсону.

Заплаву нижнього Дніпра від міста Запоріжжя до Малих Гирл Херсонської області до середини XX сторіччя посідали Дніпровські плавні. Їх ділили на два осяжні плавневі масиви — Кінські плавні й Базавлуцькі плавні. До складу останніх у ті часи входили й Нікопольські плавні. Географічне положення плавневих масивів: між 47°4' — 47°48' північної широти та 34°39' — 35°20' східної довготи. Основна частина лежить на Нижньому Дніпрі: від Каховської греблі до Дніпровського лиману.

### Історичні поселення
- Базавлуцька Січ
- Білогрудове
- Кам'янська Січ
- Микитинська Січ
- Олешківська Січ
- Олешшя
- Нова (Підпільнянська) Січ
- Томаківська Січ
- Хортицька Січ
- Чортомлицька Січ

### Протоки і озера

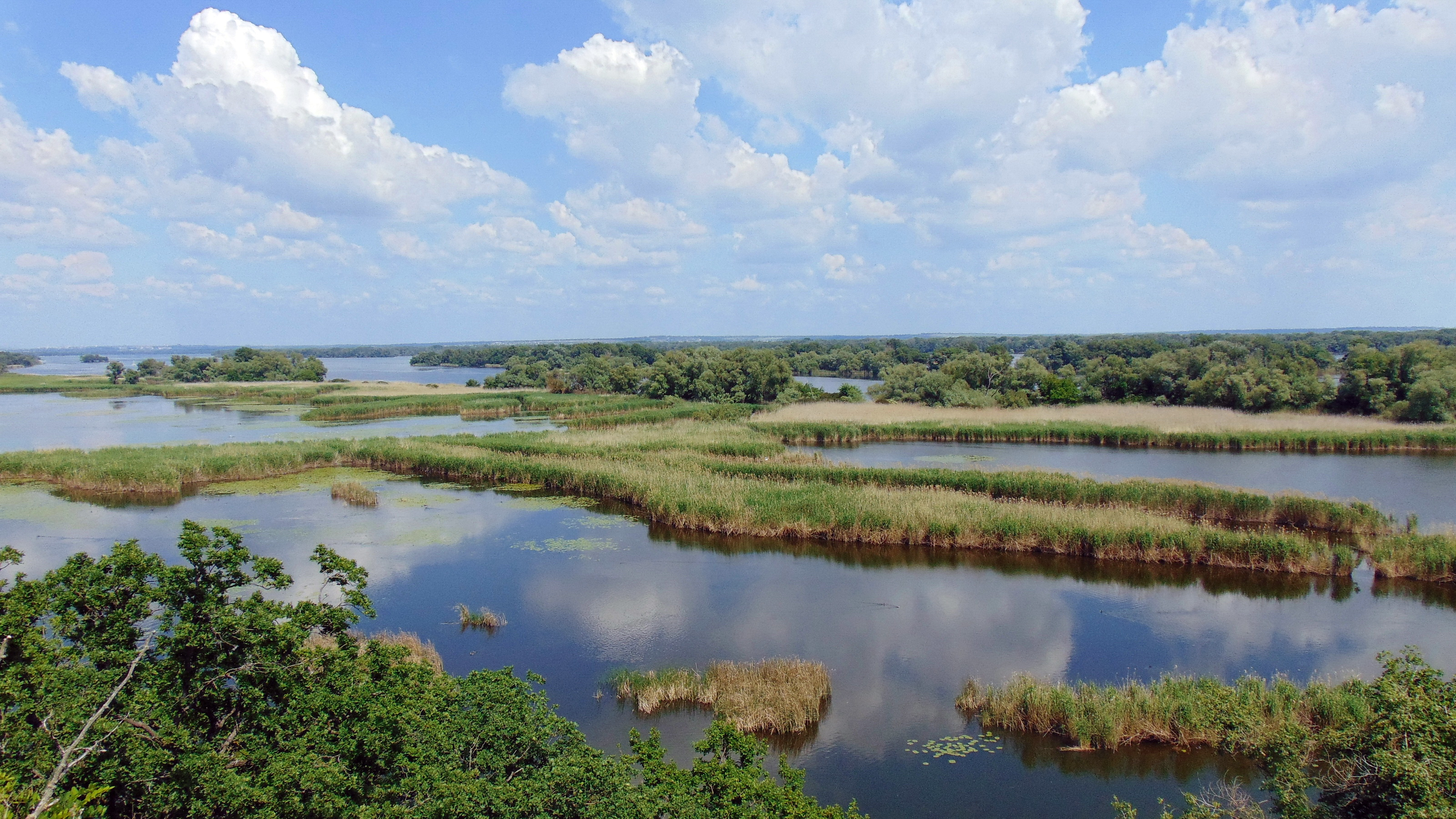
Плавні на окол. с. Канівське Запорізького району

Дніпровські плавні нижче Запоріжжя між річкою Кушугум і Дніпром всі порізані протоками. У кожної своя назва, що збереглася з давніх часів. Протока Домаха (навпроти північного краю островів Бєлан) — так колись називали рибальський стан або перший улов, найближчий до стоянки рибалок. Поруч з будинками широка і пряма протока з великими глибинами і швидким плином Левкові Ями — колись тут жив запорожець Левко. За нею протоки Мірошник з декількома відгалуженнями — тут жив козак Мірошник. За Мірошников слід Бистрик — протока зі швидкою течією. Відразу ж за нею двома рукавами поєднана з Дніпром Жбур'ївка — протока, на березі якої стояв зимівник козака Жбури. Далі впродовж п'яти кілометрів, кілька дрібних проток. Потім йде Велика протока Сердюки (приблизно навпроти Лисої гори) — тут знаходився рибальський кіш запорожця Сердюка. Далі кілька дрібних проток, відтак, протока Сапата, промоїна Прірва.
Без перебільшення, плавні можна назвати озерним краєм. Ось що, наприклад, писав Д. Яворницький про цю місцевість: «Села Велика Катеринівка, Кушугумовка розташовано по мальовничий височині кряжу, на увазі Великого Лугу і річка Дніпро, поблизу якого знаходиться до 200 озер, з безліччю раків, риби і птахів. Тут у запорожців були головні і кращі кубла для вилову риби…». Нині з плавневих водойм, найбільш відомі озера: Чернобутово, Горіхове, Галини Ями, Закітноє.
«У плавнях, що ні протока, то — старовина, що ні озеро, то — легенда, що ні річка, то — скарб. У запорозьких козаків, наприклад, одна з річок називалася Скарбною. Навіть не одна, а цілих три річки таких було. В їх річищах, коли річки пересихали, запорожці ховали свої скарби. А потім знову набігала вода — і все, немає скарбу, як під замком він, ні звір, ні лихий чоловік до нього не дістане…» — як розповідають народні українські легенди.

## Історія
Утворення заплави вчені відносять до періоду останнього зледеніння (20-25 тисяч років тому), коли Чорне море було відокремлено басейном і рівень води в ньому був на 30-40 м нижчим від сучасного. В цей час річкою Дніпром і була вирита та велика улоговина, яку посідали плавні — завглибшки понад 100 метрів, завдовжки понад 100 кілометрів і завширшки до 20-25 кілометрів. Складові гірські породи Дніпровських плавнів — алювіальні (річкові) відкладення, що підстилалися кристалічними давніми породами докембрію. Виходи на поверхню кристалічних порід спостерігалися біля Кам'янської переправи та в інших місцях.
Дніпровські плавні являли собою надмірно зволожену терасу долини річки. Під час повені заплава перетворювалася на суцільний водяний простір. найбільший рівень води, припадав на кінець квітня і початок травня, найменший— на вересень та жовтень. Розтікаючись навесні, вода затоплювала великі території. З середини травня рівень води, як правило, починав поступово спадати. У зимові місяці великі та малі річки, озера і протоки замерзали, вкриваючись кригою
Деякі вчені та дослідники вважають, що плавні спочатку простягалися від Києва до Дніпровського лиману. Сприятливі природні умови та заплутані лабіринти проток дозволяли ховатися від ворогів. Внаслідок цього сюди стікалися біженці від феодального гніту. У XVI столітті виникло постійне укріплене поселення козацтва — Запорозька січ.
З 1932 по 1975 рік під час створення каскаду гідроелектростанцій більшу площу плавнів було затоплено, разом з первісною природою, островами, озерами, та десятками людських поселень. Сучасні дослідження підтверджують думку про те, що природа Дніпровських плавнів формувалася протягом багатьох століть та не була незмінною. Вона не одноразово змінювалась під впливом зміни клімату та інших чинників.

### Рослинний світ плавнів

#### Льодовиковий період

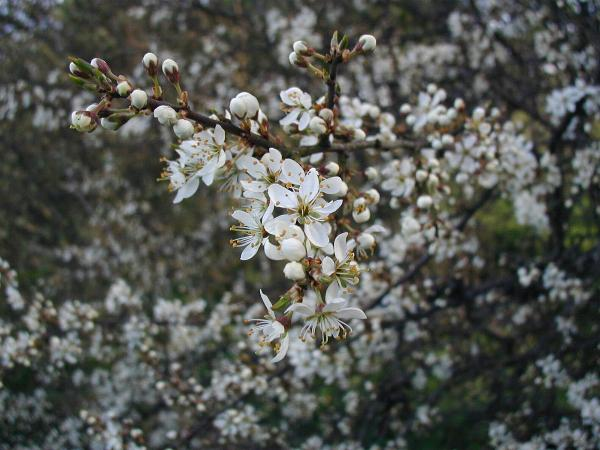
Цвітіння терну звичайного.

У часи льодовикового періоду берегами плавневих річок росли низькорослі різновиди верби і вологолюбні густі трави. Близько 15–12 тисяч років тому основу тутешньої рослинності складали листяні дерева і кущі. Пишна та різноманітна рослинність Дніпровських плавнів справила незабутнє враження на грецького історика та мандрівника Геродота, який відвідав Велику Скіфію у V ст. до нашої ери. В ті часи місцевий клімат був вологішим та прохолоднішим, що істотно відбилося і на рослинному складі Дніпровських плавнів. Значні площі посідали діброви та масиви хвойних дерев, з трісок яких скіфські жінки виготовляли косметичні засоби для догляду за шкірою обличчя і тіла. Берегами річок і на островах зустрічалося чимало беріз, деревина яких слугувала важливим матеріалом для виготовлення знаменитих скіфських луків.

#### Скито-сарматська доба

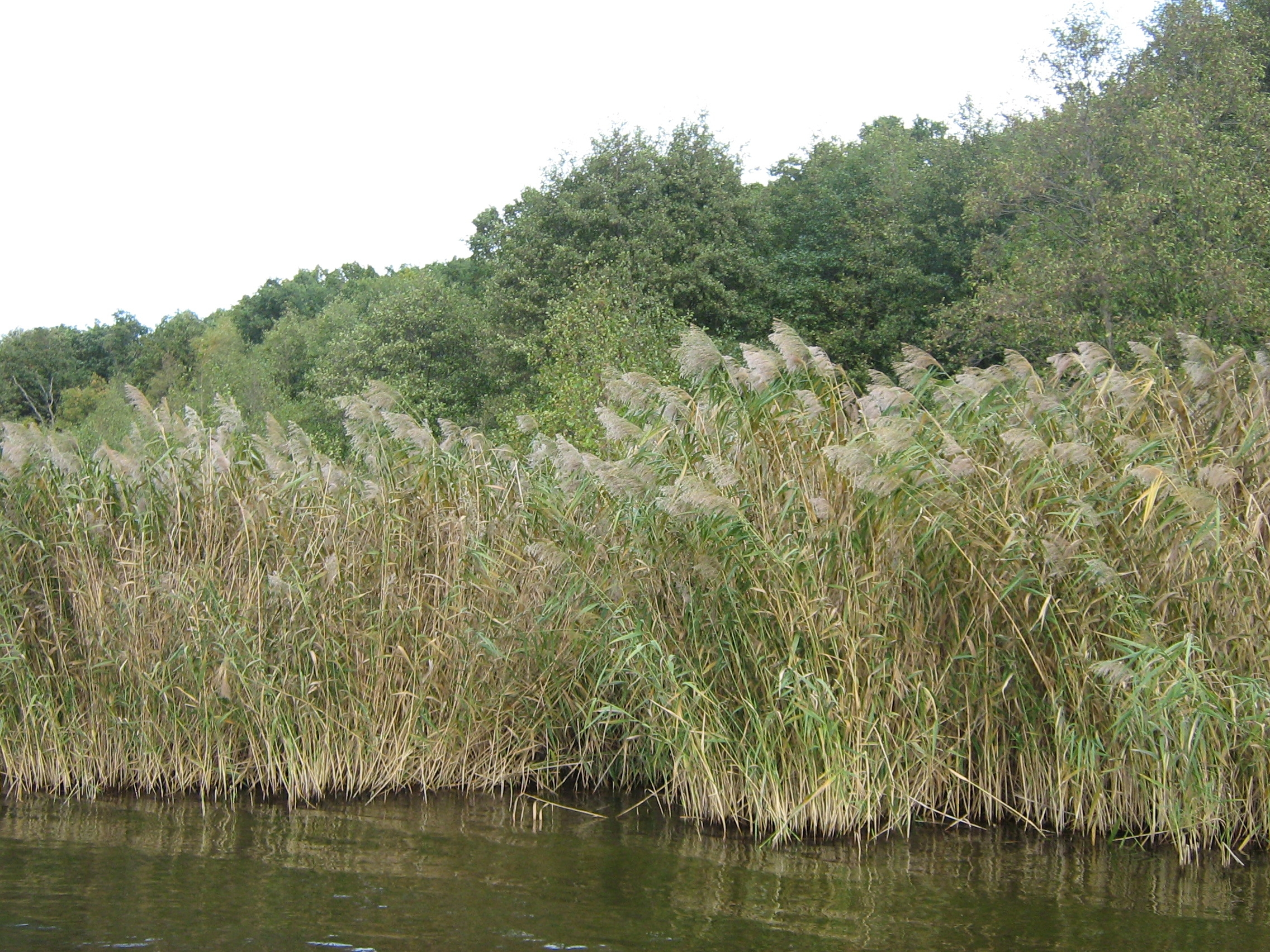
Очерет влітку

За сарматів та літописних слов'ян, печенігів і половців, Війську Запорозькому і Катеринославській губернії Дніпровські плавні були густими лісовими масивами, насиченими болотяною рослинністю, луками і перелісками. Місцями вони уривалися піщаними кучугурами та відкритими просторами білого піску. XVII сторіччя військовий інженер Гійом Левассер де Боплан відзначав, що на вододілах зустрічалися ліси вишневих дерев, «Хоч і невеликі, але густі, завдовжки іноді з півмилі і 200—300 кроків завширшки». Стиглі дикі вишні, за його словами були не менш смачними, ніж садові. У XVIII сторіччі автор книги «Історія про Козаків Запорозьких» князь Мишецький, серед рослин Дніпровських плавнів згадував дикий виноград, дику яблуню, дикий чай, шавлію, дуб, сосну, гордове і таволжане дерево. Історик Аполлінарій Скальковський (1808—1898 років) надає великий список рослин Дніпровських плавнів. Серед них — дика яблуня, дика груша, хміль, дика вишня, декілька різновидів верб, осика, глід, дикий виноград («дрібний кислий»), терен колючий. Серед трав, які росли берегами річок, він виокремлює: пирій, полин, кропиву, лободу (лебеду), гірчицю, цикорій; серед квітів — волошки, ромашки, гвоздичку; серед ягід — полуницю, суницю.

#### ΧΙΧ–ΧΧ століття

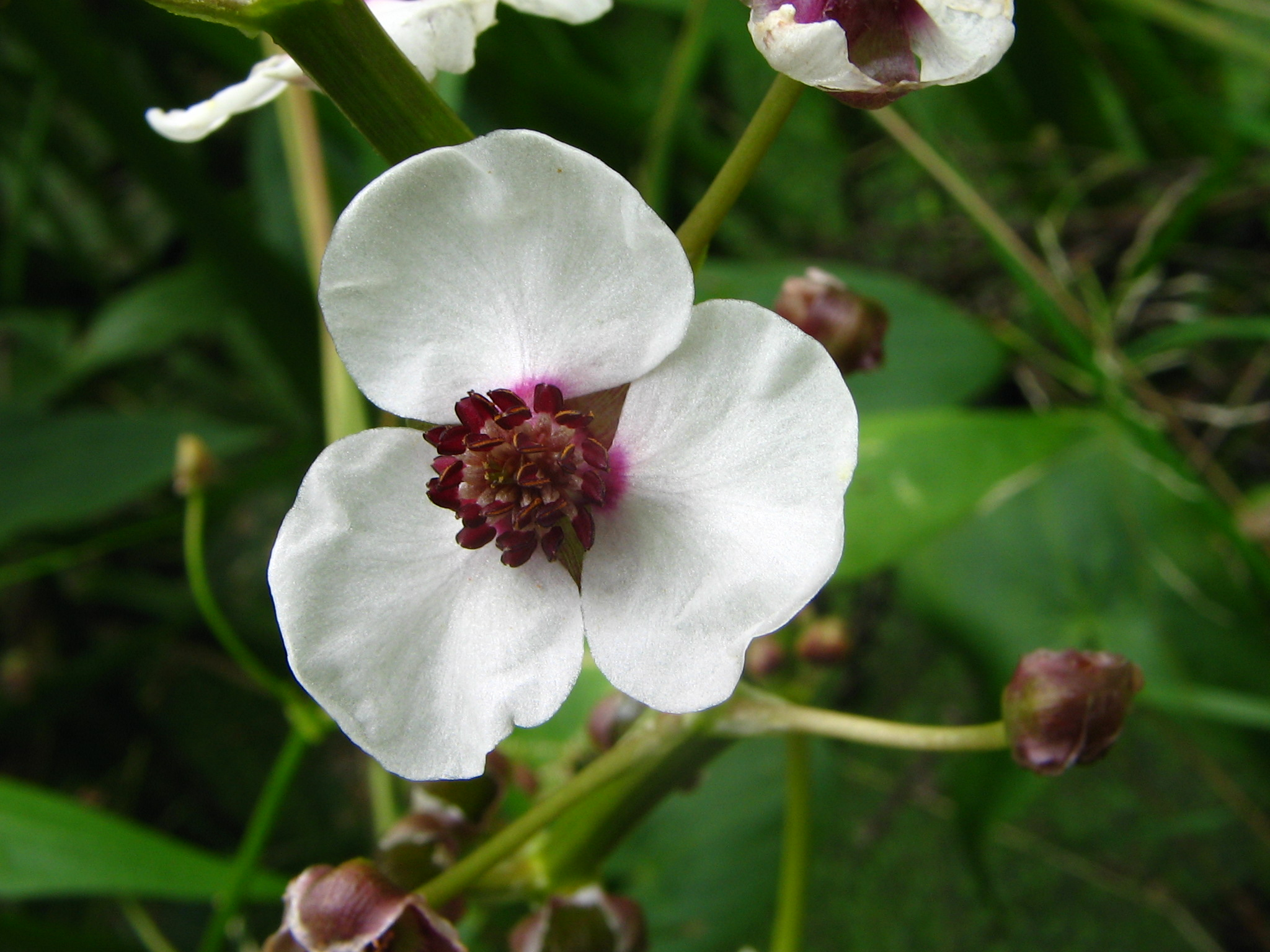
Квітка стрілиці звичайної.

У 1905—1907 роках, нікопольським натуралістом і дослідником Георгієм Шапошниковим, на острові Орлова було зібрано гербарій плавневих рослин. Цінна розповідь про рослинний світ Дніпровських плавнів першої половини XX сторіччя, міститься у виданих у Дніпропетровську у 20-х—30-х роках альманахах. Так, Ілля Барабаш-Никифоров у нарисах «Фауна Степової Наддніпрянщини» (Дніпропетровськ, 1928) відзначав: «У наші часи плавні є величезними болотистими оболонями, порослими невисоким лісом і місцями покритими майже непрохідною та непролазною гущавиною, кущами й очеретом». Михайло Акімов у виданні «Головні пам'ятки природи середньої Наддніпрянщини» (Дніпропетровськ, 1930) вказував: «Залежною від рельєфу та гідрологічних умов, знаходиться і рослинність. Тут є і лісові насадження з осики, верби, осокорів; широчезні ділянки кущів, лози, шелюги, лозняку, а також велика площа з трав'янистим покриттям — лугові та болотяні сінокоси і, нарешті, густі недоступні зарості очерету, лози й осоки».
2—23 серпня 1934 року у Дніпровських плавнях (в околицях с. Покровського) працював геоботанічний загін Експедиції біологічного факультету Дніпропетровського державного університету, який, судячи з гербарних етикеток, досліджував рослинність на берегах боліт, річок Скарбної, Підпільної і Бакая, а також на піщаному масиві на ділянці берега річки Дніпро. За результатами роботи цієї експедиції в 1936—1940 роках було видано декілька публікацій, які містили детальні описи характерних плавневих рослин. Ці роботи, а також зібраний у 1934 році гербарій являють особливий інтерес для сучасних дослідників природи нашого краю. Серед зібраних зразків рослинності міститься 9 видів, які сьогодні, або є рідкісними для Нікопольщини, або взагалі, занесені до Червоної Книги України. Крім того, на гербарних етикетках збереглися місцеві народні назви багатьох рослин, які нині не вживаються ні в українській, ні в російській мовах.

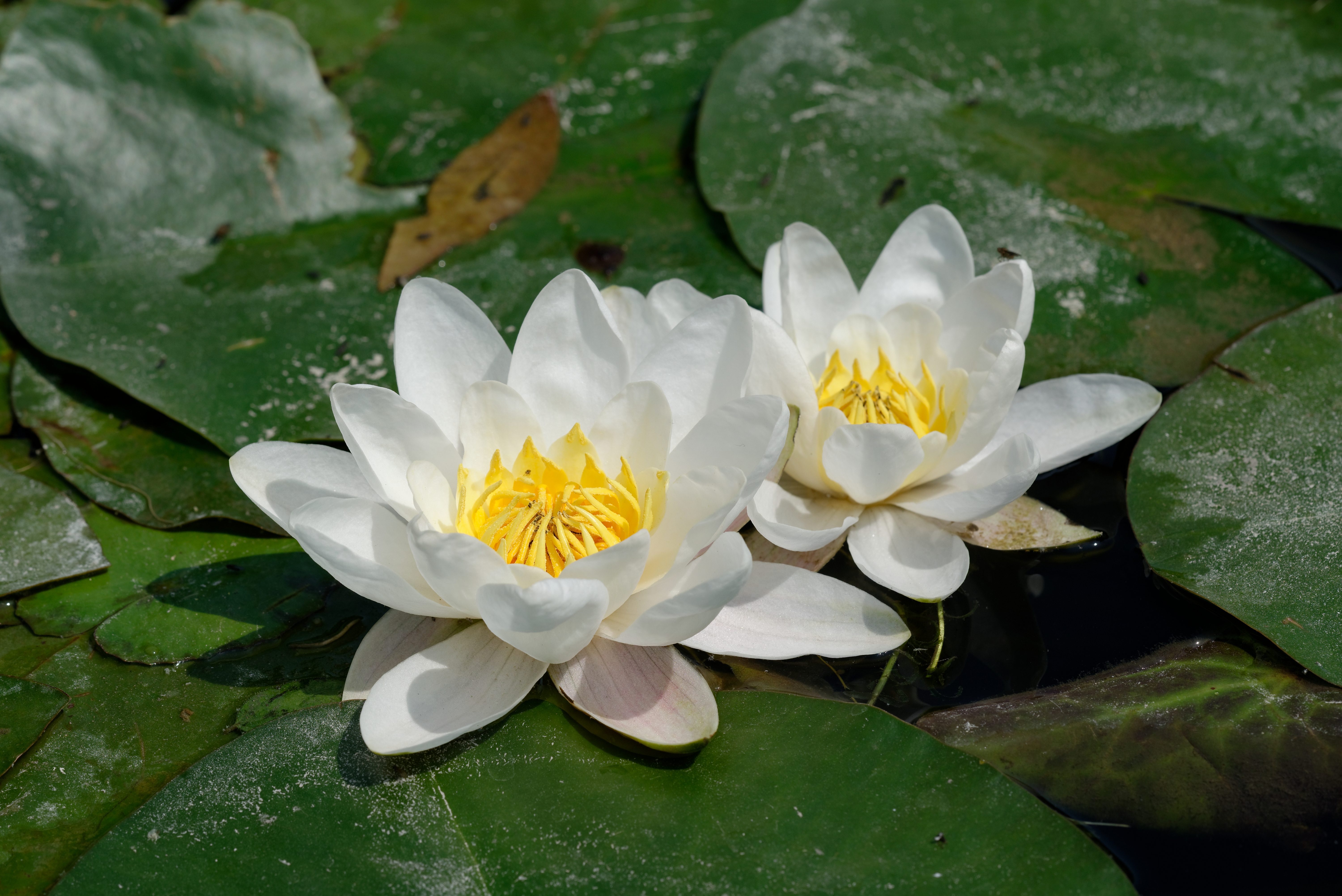
Латаття біле.

Наприклад, нехворощ (полин Маршалла), битдерев (полин лікарський), драголюб (вовконіг європейський), ракові шийки (горець зміїний), оситняг (комишівник звичайний) тощо. Таким чином можна дізнатися, як називали рослини Дніпровських плавнів, корінні мешканці Області Війська Запорозького та Катеринославської губернії.
Протягом 1941 р. дослідженнями плавневої рослинності в околицях м. Нікополя опікувалися співробітники місцевого краєзнавчого музею Ішеєва та Кузьменко. Ними було зібрано гербарій рослин, які зустрічалися на острові Орлова, по берегах озера Шмальчихи, у басейнах річок Лапинки, Малої Кам'янки і Базавлука. В околицях Кам'янських кучугурів і Куклиного провалля (яру). Цікаво, що ця робота не припинилася навіть з початком Другої Світової війни, а останній гербарний лист було позначено 5 серпня 1941 р. Всього за 12 днів до нашого міста увійшли німецько-нацистські загарбники.
Останніми роками, вже після затоплення Каховським водосховищем Дніпровських плавнів, вивчення рослинного складу вцілілих їх куточків, здійснювала Євдокія Черник, яка у 1967—1978 рр. очолювала відділ природи Нікопольського краєзнавчого музею. Зібрана Євдокією Макарівною гербарна колекція налічує понад 110 листів, а багато оформлених нею вітрин, досі прикрашають експозицію цього закладу.
Основу флористичного списку складали види широкого географічного ареалу (переважно голарктичного та євроазійського), було представлено види усіх еколого-біологічних груп водяних рослин — повітряно-водяні (гелофіти), з плаваючими листями (гидатофіти) і занурені (гідрофіти). У річках та озерах мешкали представники 8 систематичних відділів водоростей: синьо-зелені, діатомові, евгленові, жовто-зелені, золотисті, криптофітові. Найбільш різноманітними за кількістю видів були зелені водорості. Найбільш численною групою водоростей у Дніпрі та інших річках був фітопланктон, представлений мікроскопічними одноклітинними, ценобіальними, колоніальними організмами. До будівництва Каховського водосховища у водах Дніпра та інших річок містилося понад 570 видів водоростей планктонного типу.

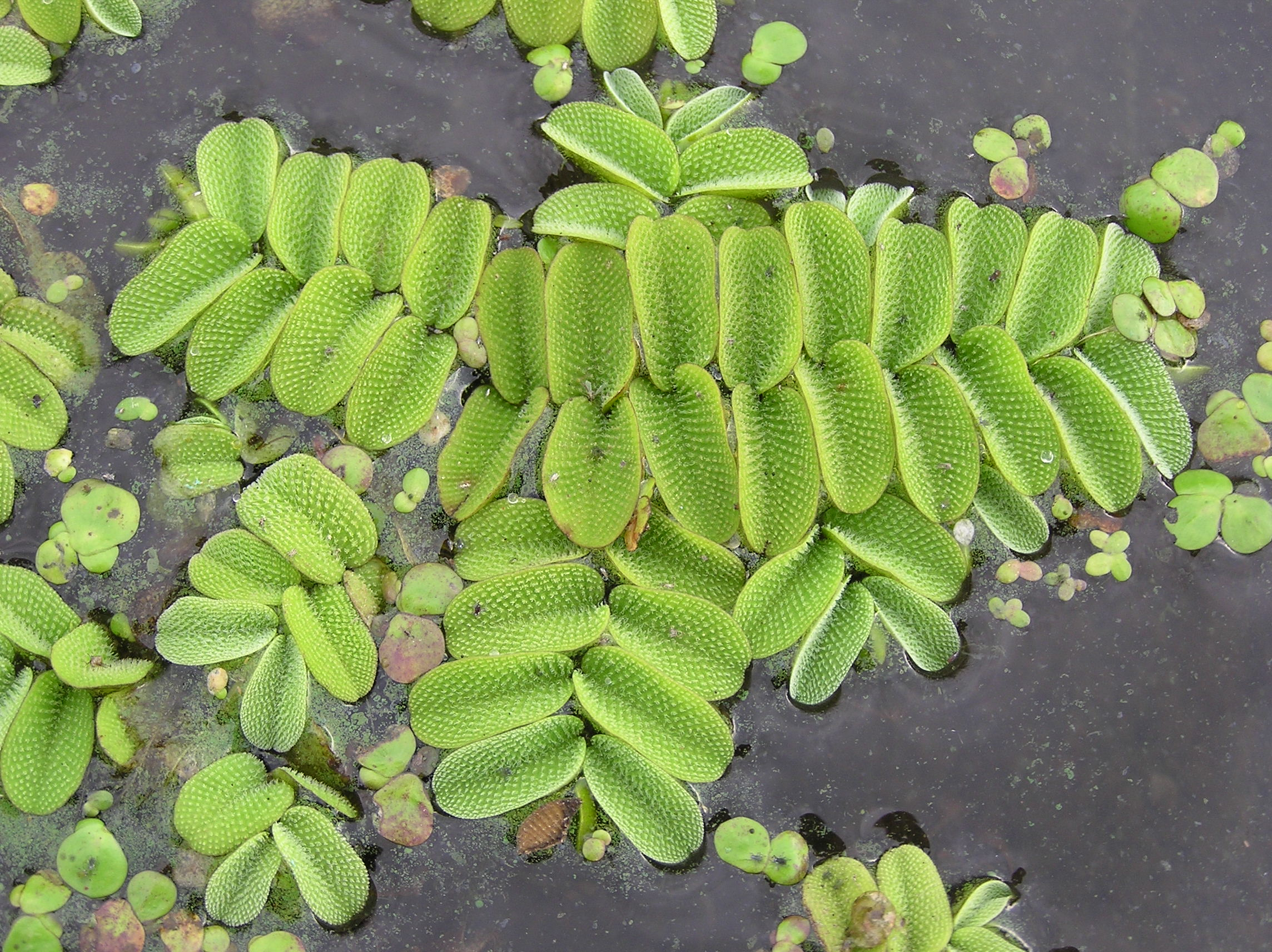
Сальвінія плаваюча.

Основні масиви заростей вищої водяної рослинності було розташовано біля берегів Дніпра та інших річок, великих озер. Протягом тривалого часу деякі озера, які утворилися по закінченню льодовикового періоду, заростали та поступово перетворювались на болота, через що, суттєво змінювалися як склад прибережних рослин, так і склад рослин, що розвивалися безпосередньо у їх водах. Дуже поширеними рослинами, які зустрічалися по берегах майже усіх боліт, озер та невеликих річок були осоки — багаторічні трави. Для нашої місцевості найбільш характерними були осока рання та осока колхідська. Лінійне та вузьке листя відходило від вузлів, розташованих по усьому стеблу. Плоди осок, сховані у спеціальних мішечках, розносилися водою, чіплялися до пір'я плавневих птахів, які, перелітаючи з одного місця на інше, сприяли широкому розповсюдженню цих рослин. Біля водойм, на вологих місцях неподалік від доріг, зустрічався «водяний подорожник». На невеликому та товстому його кореневищі щороку з'являлися розетки листя та суцвіття. Поруч із «водяним подорожником» ріс його родич, стрілиця, що відрізнявся наявністю листя 3 видів — сидячих, або широких без черешків (під водою), на довгих черешках, кулястої форми (плаваючих на поверхні води), на довгих черешках, схожих на стріли (над водою). Плоди цієї рослини протягом кількох місяців плавали у воді, поки їх оболонка не руйнувалася. Після цього вони падали на дно і проростали.

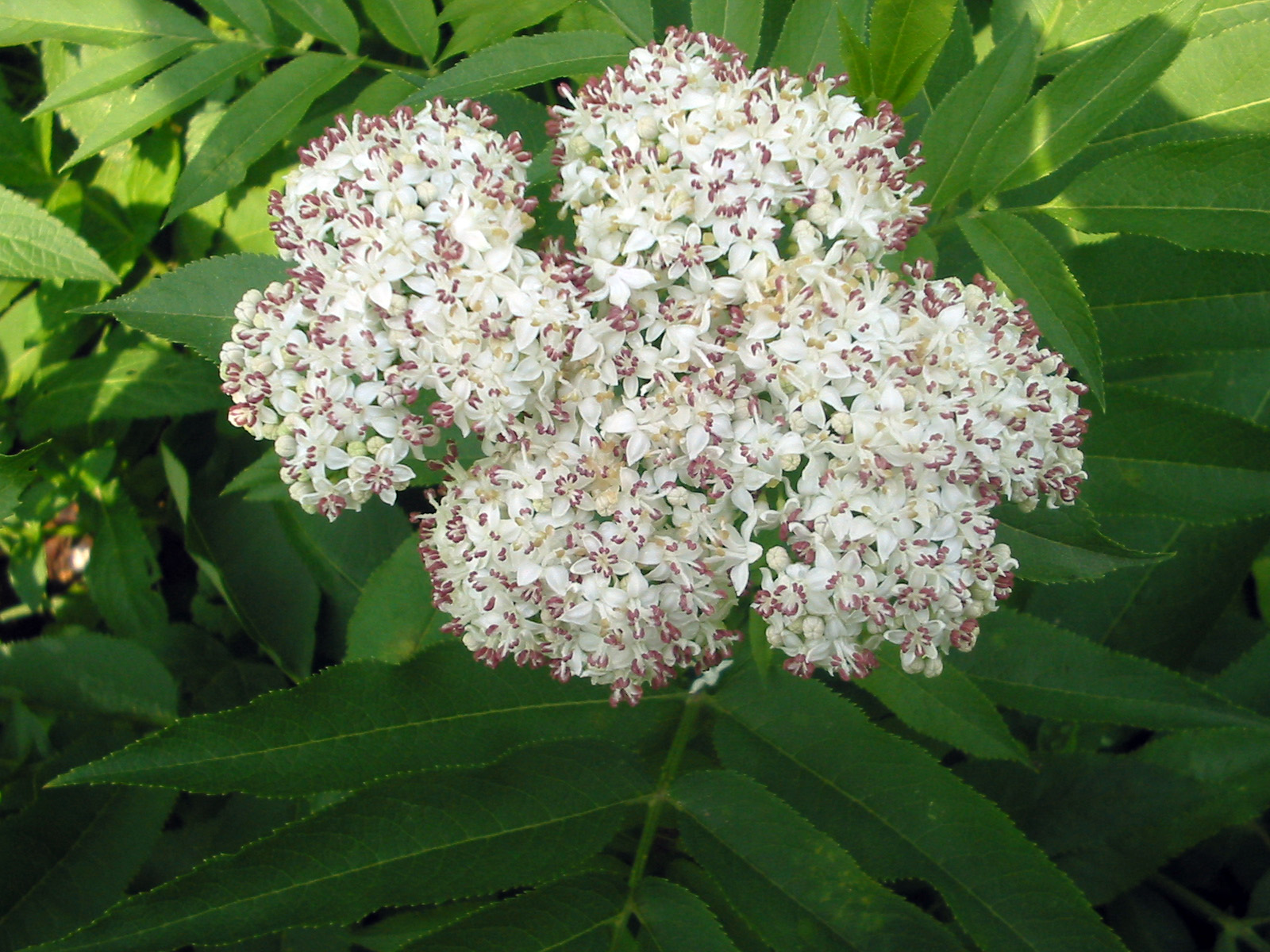
Бузина трав'яниста.

Вологі місця (особливо на низинних ділянках), мілини, береги річок у Базавлуцьких та Кінських плавнях, заростали рогозою та очеретом. У таких місцевостях, а також по берегах боліт, можна було зустріти їжачу голівку просту та їжачу голівку розгалужену — рослини висотою від 30 до 150 см, з тригранним листям та дрібними квітками, зібраними у кулясті голівки. Квіти запилювалися за допомогою вітру. У прибережних заростях Дніпра, річки Лапинки було досить помітно біло-рожеві суцвіття сусака звичайного. Подекуди, стебла цієї рослини сягали 1,5 м заввишки. Навесні берегами плавневих річок жовтіли квіти мати-й-мачухи — відомої лікарської рослини, яку у цій місцевості часто називали підбілом та кінським копитом (за формою прикореневого листя). З давніх часів місцеві жителі лікувалися за допомогою мати-й-мачухи від: нежиті, лихоманки, сухоти, зубного болю, появи лупи, випадіння волосся, застуди та багатьох інших хвороб.

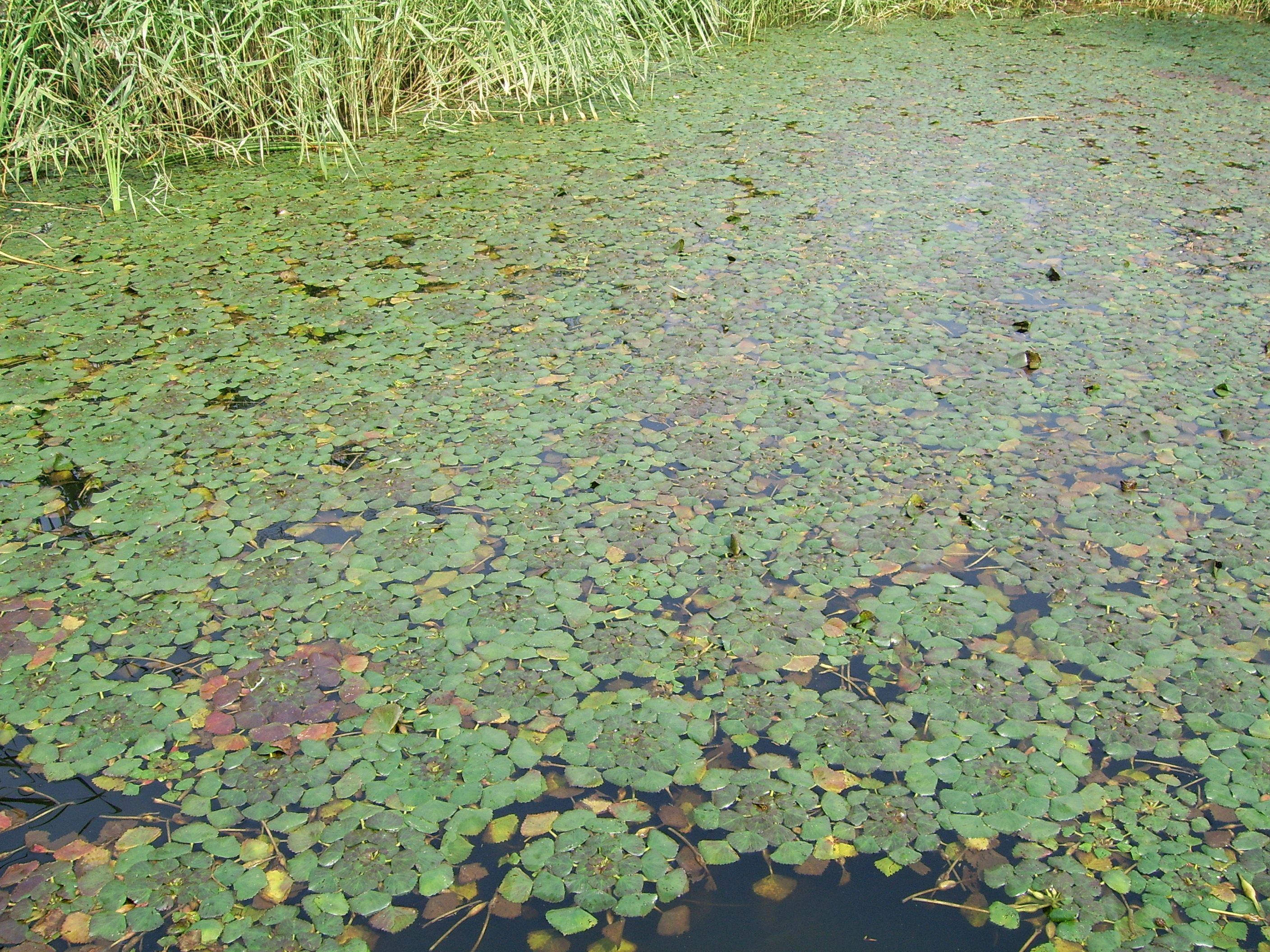
Зарості водяного горіха на озері.

У Базавлуцьких та Кінських плавнях були поширеними рослинами — водяний горіх та водяна папороть — сальвінія плаваюча. Одне з місцевих озер влітку майже повністю заростало водяним горіхом, за що і дістало свою назву — Горіхове. Нині ці рослини стали дуже рідкисними. Їх занесено до Червоної книги України.

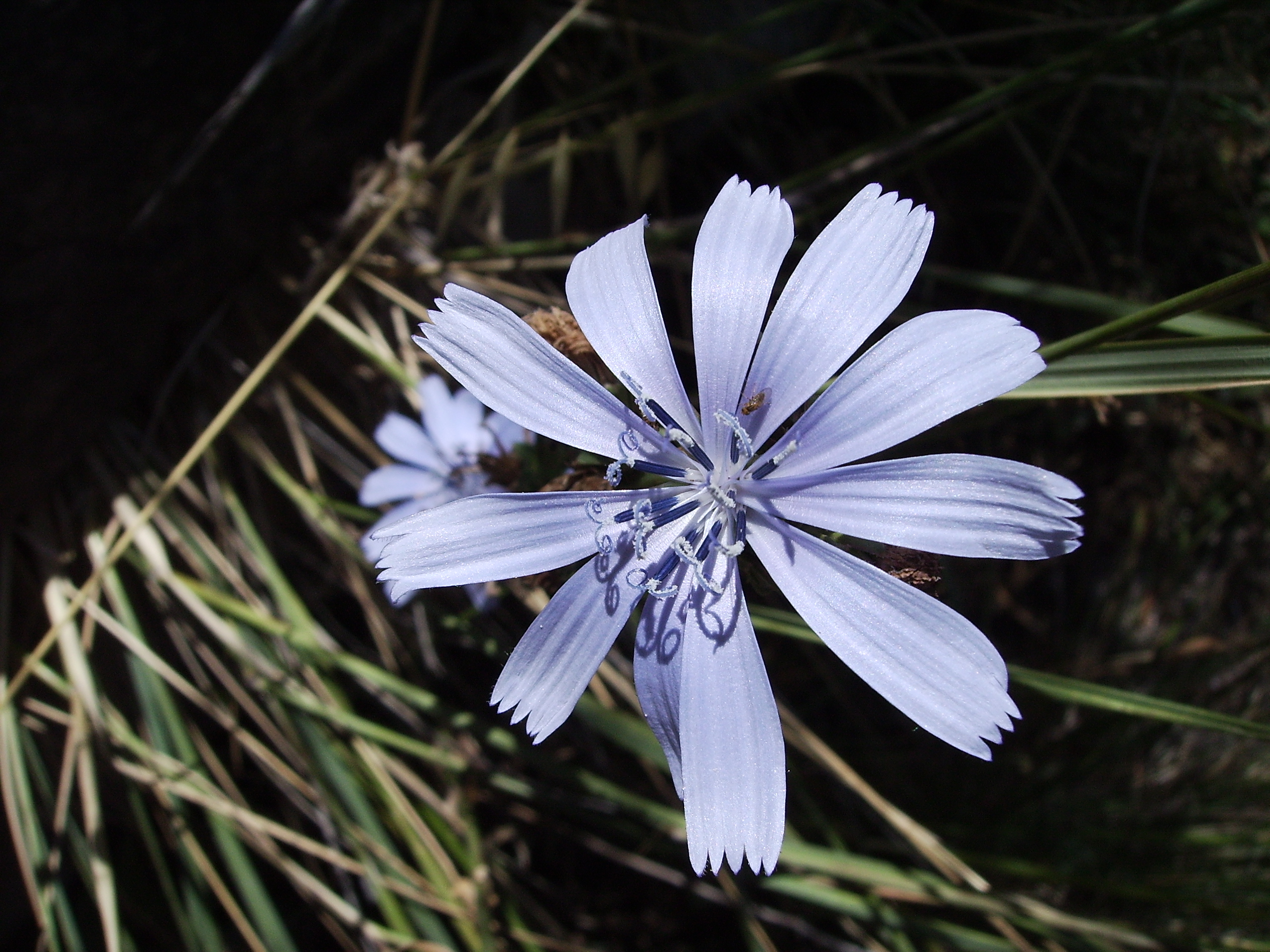
Петрові батоги.

Справжньою прикрасою плавневих водойм було латаття біле та глечики жовті. Перебуваючий на Нікопольщині влітку 1879 року натураліст із Санкт-Петербургу відзначав: «Окремі ділянки місцевих водойм настільки заростають лататтям, що через них у цю пору року навіть важко проїхати на човні. У багатьох куточках плавнів я бачив цю красиву рослину, з ніжно-білими великими квітами та завжди лежачим на воді листям, що своєю формою нагадували серце». Ще більш поширеним ніж латаття біле у нашій місцевості було латаття жовте, яке ще 50-60 років тому зустрічалося навіть неподалік від Лапинки і Новопавлівки (райони міста Нікополя). Плоди цих рослин були досить великими, до 10 см. У латаття білого вони ставали зрілими під водою, а у латаття жовтого — над водою. Стигле насіння плавало на воді, наче ікра жаб, а потім занурювалося на дно. Воно не втрачало здібності до проростання навіть у мерзлому мулі. Після будівництва Каховського водосховища латаття біле та латаття жовте досить швидко і майже скрізь почало зникати. Нині зустріч з ними у віддаленому куточку рукотворного моря виглядає справжньою подією.
Найбільш поширеними рослинами плавневого лісу були: верба біла, верба тритичинкова, верба гостролиста, тополя чорна (осокір) та в'яз гладенький. Верби, довгі гілки яких звисали низько над водою, утворювали цілі лісові масиви із дерев та непролазних чагарників, що тягнулися місцями на кілька десятків кілометрів. Дуже відомим та вшанованим деревом Дніпровських плавнів була верба гостролиста, яку місцеві мешканці називали шелігою або шелюгою. У народній медицині її кора використовувалась як кровозупинний, протизапальний, в'яжучий та глистогінний засіб. Відомо, що ще запорозькі козаки використовували кору цієї рослини для лікування ран та наривів, а XIX століття, за її допомогою лікувалися від ревматизму, застуди та малярії. Ще до введення у практику хініну кора шеліги вважалась основним проти-малярійним засобом! До речі, місцеві рибалки під час епідемій використовували її кору для очищення води. Природні умови Дніпровських плавнів сприяли поширенню чорної тополі або осокора, який добре ріс берегами річок та на оболонях. Висота дерев сягала 18-40 метрів, їх широка крона ставала притулком для багатьох птахів. Потрапивши на вологий ґрунт, насіння тополі швидко проростало, іноді усього за одну добу! А за рік молодий пагін міг витягнутися до 60-70 см, і навіть до одного метра. У народній медицині бруньки тополі чорної використовували для лікування від ревматизму, геморою та випадання волосся. В'яз гладенький окремих лісів ніколи не утворював, але дуже часто це високе дерево можна було побачити поруч з вербами. Особливо вони виділялися на фоні інших плавневих дерев восени, коли на тонких гілках, що звисали, з'являлося строкате листя. У цю пору року листочки в'яза могли зафарбовуватися у найрізноманітніші кольори — коричневі, темно-бордові, яскраво-рожеві, лимонно-жовті, жовто-малинові. В'язи, які росли у плавнях, витримували найлютіші зимові морози та найсильнішу літню спеку. Не були страшні їм і сильні вітри. Невибагливі в'язи добре росли на прирічкових пісках та гальці, на кам'янистих берегах річок.

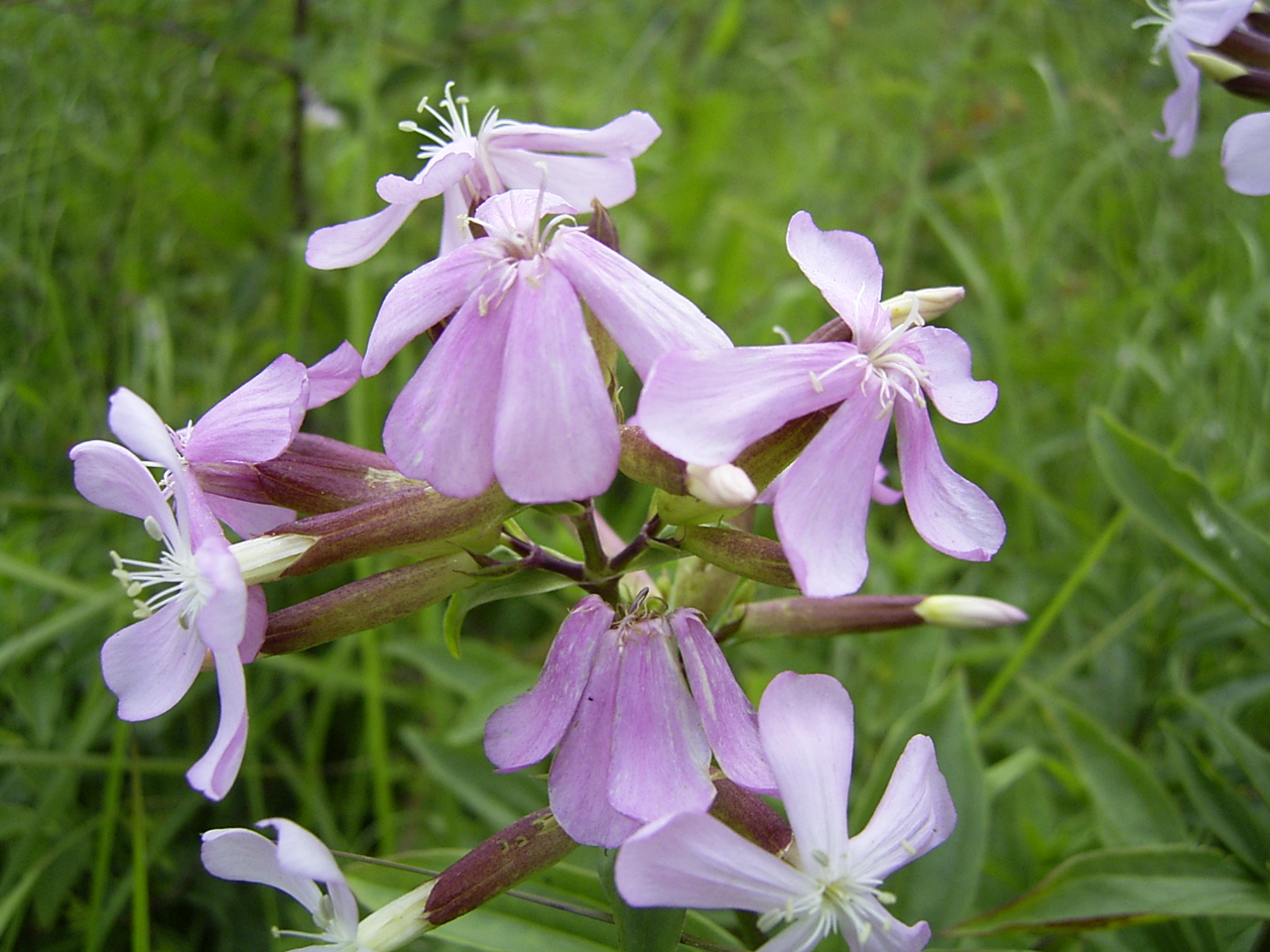
Мильнянка лікарська.

Широко поширена була в Дніпровських плавнях вільха чорна. Особливо багато її було по берегах: Лапинки, Підпільної, Шершавої, Цимбала, Малої Кам'янки та інших річок в районі островів Британа, Вирвана і Сулими. Вони також зустрічалася в усіх заболочених місцях, біля багатьох струмків і джерел, по балках та ярах. У Кінських плавнях росло чимало осик. Окремі невеликі ділянки (в основному на Лівобережжі) посідали масиви дуба звичайного. Серед прибережних чагарників найчастіше зустрічалися: бузина чорна, калина звичайна, глід український (глод). На схилах балок і ярів, сухими берегами річок росли: бузина трав'яниста і слива колюча (терен). У багатьох місцях колючі кущі тернини утворювали справжні непрохідні зарості.

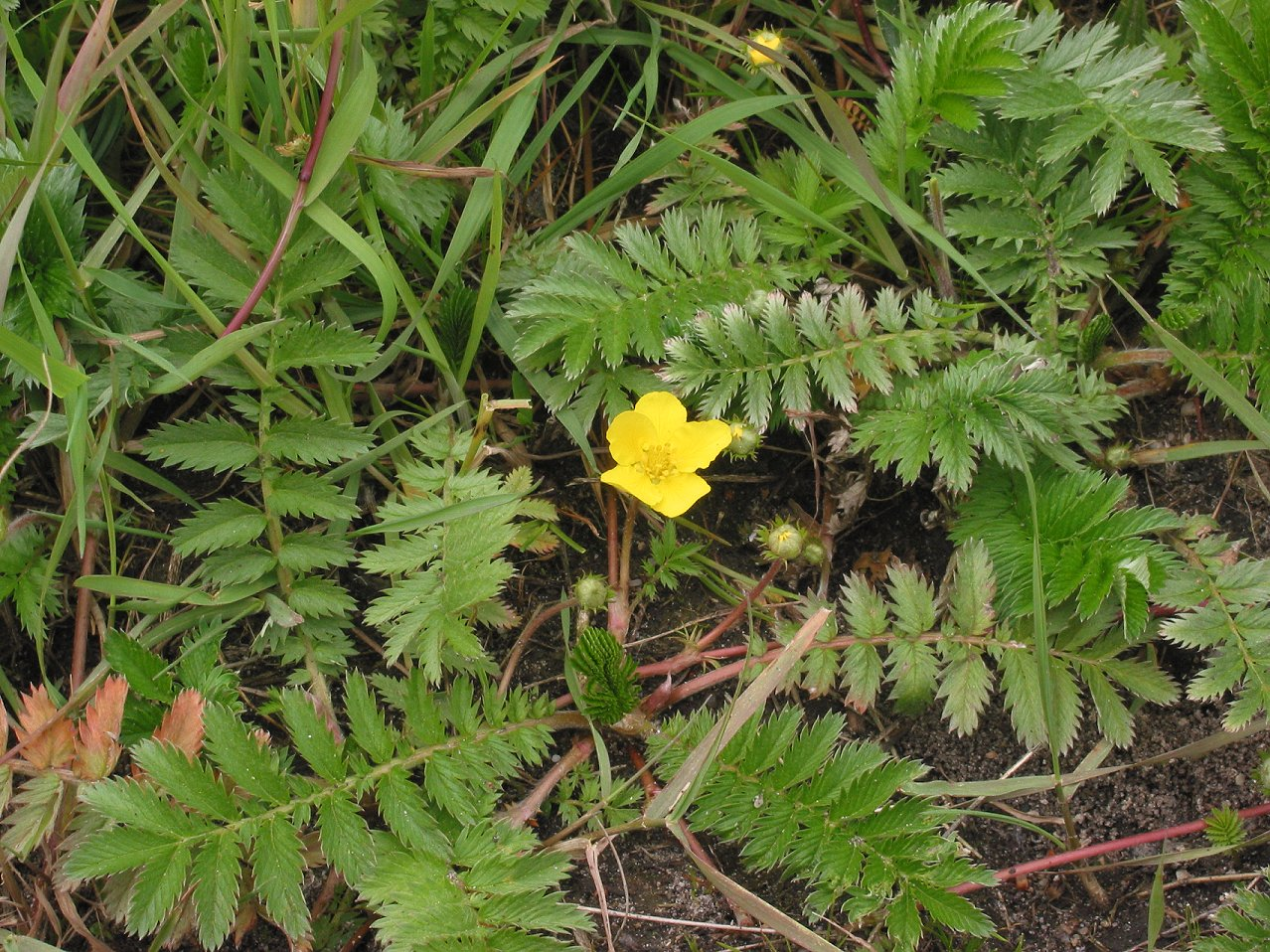
Перстач гусячий.

Типовими трав'янистими рослинами Дніпровських плавнів були: горець перцевий, горець геморойний, полин звичайний (чорнобиль), цикорій дикий, деревій звичайний, чебрець повзучий, череда тридільна, ромашка без'язичкова (дископодібна), пирій повзучий, мильнянка лікарська, митник болотяний, буркун жовтий, пижмо звичайне, перстач прямостоячий, перстач гусячий, коров'як скіпетровидний, звіробій звичайний, дивосил високий, хміль звичайний, родовик лікарський.
По затопленню Дніпровських плавнів, на величезній площі Нижнього Придніпров'я, значно змінився видовий склад місцевої рослинності. Зникли цілі групи вологолюбних рослин, які раніше добре росли в умовах специфічного плавневого мікроклімату.

### Тваринний світ плавнів

#### У минулому

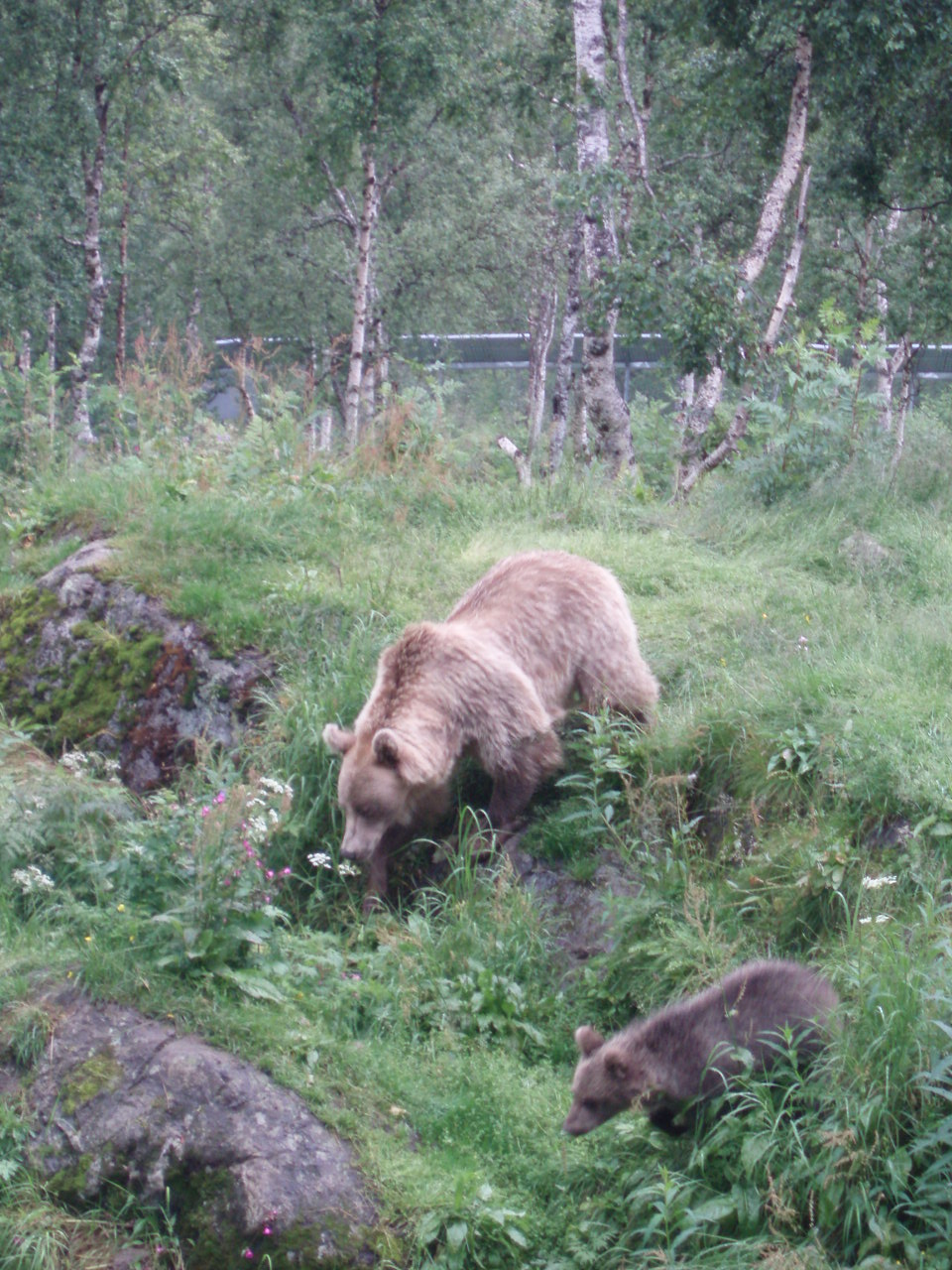
Ведмедиця з ведмежам

На межі верхнього плейстоцену і оліголоцену у долинах плавневих річок, мешкали тварини так званого «мамонтового комплексу» — шерстистий носоріг, великорогий або велетенський олень (мегалоцерос), первісний зубр короткорогий, первісний зубр довгорогий. Гілки листяних дерев і особливо соковиті трави заливних луків, були улюбленою їжею гігантів льодовикової епохи. Серед хижаків, які мешкали у Дніпровських плавнях, було багато добре знайомих нині видів — вовк, песець, борсук, росомаха. Зустрічалися серед них і дуже екзотичні для сучасного Нижнього Придніпров'я види — печерний лев, бурий ведмідь. Звичайними мешканцями тутешніх місць були лосі та північні олені. Біля водопоїв у річкових мілководь паслися стада диких коней (тарпанів). Берегами річок селилися: видри, бобри, гніздилися: лебеді-шипуни, баклани, чаплі, огарі, а також безліч інших навколоводних і водоплавних птахів. У водній гладині плескалося безліч риб, серед яких особливе місце посідали осетрові, — білуга, осетер, стерлядь.

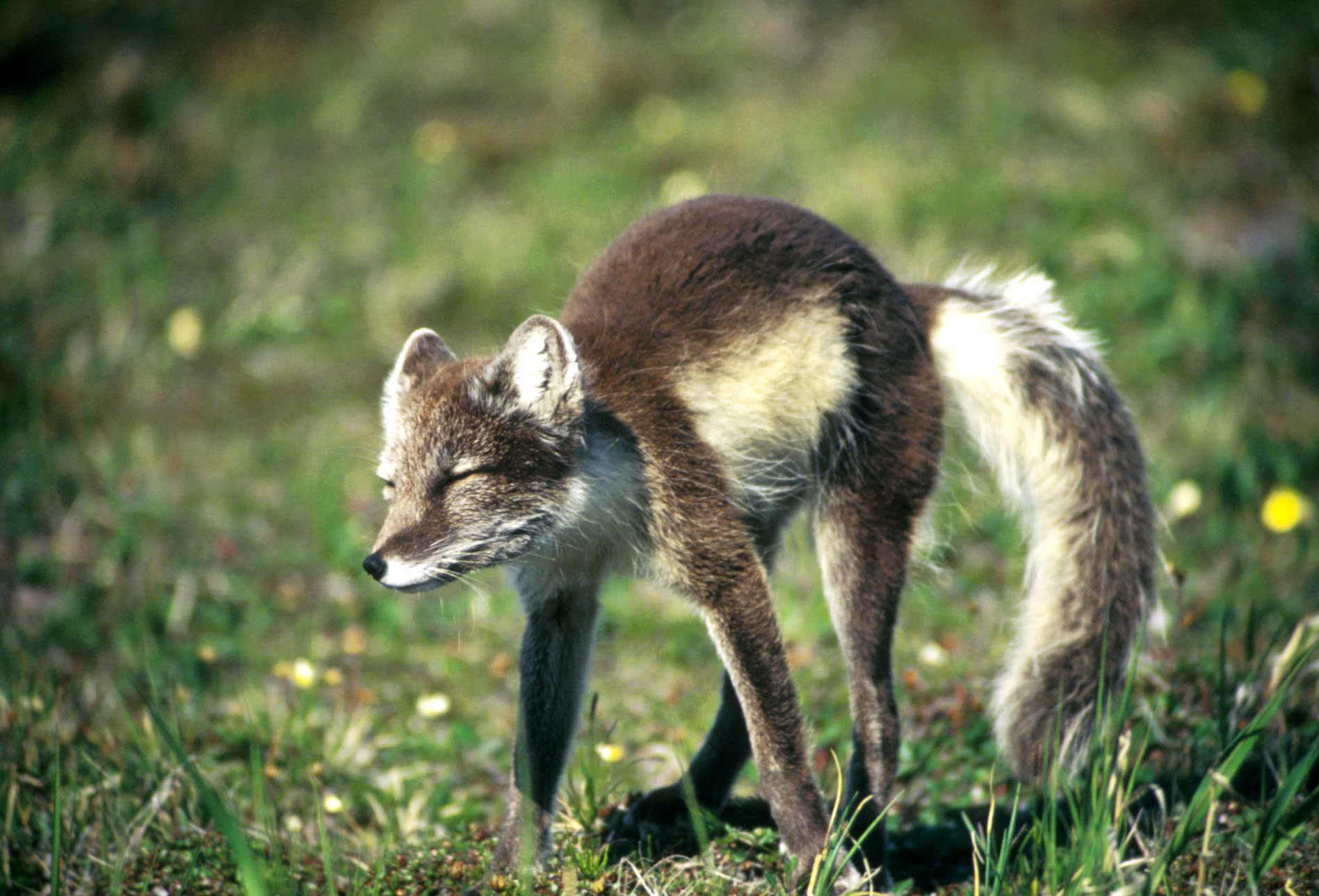
Песець.

Близько 13–12 тисяч років тому почався процес розпаду «мамонтового комплексу»: одні тварини вимирали, інші відкочовували в північні області, треті відійшли на південь (сайгаки). Ймовірно, деякі види надовго затрималися. Наприклад, велетенський олень, на думку ряду дослідників, цілком міг дожити в деяких віддалених куточках як мінімум до початку бронзової доби. Час зникнення печерного лева часто відносять ще далі — аж до XIV—XV ст. У 1594 р. послові австрійського імператора Еріху Лясоті під час повернення з Базавлукской Січі вдалося зустріти ведмедя (між річками Самоткань і Домоткань). У XVII ст. Боплан на власні очі бачив у Дніпровських плавнях «диких кабанів, великих неймовірно, диких коней, які жили табунами по 50-60голів». Інженер-поручик царської армії князь Мишецький, який у 1736—740 рр. керував будівництвом Новосіченського ретраншементу і жив у Новій Січі (на території сучасного с. Покровського), надає великий список тварин, риб і птахів, які мешкали в Кінських і Базавлукських плавнях. По берегах Дніпра і на островах, згідно з його описом, водилися: олені, лисиці, вовки, зайці, борсуки, дикі кози, дикі кішки, дикі кабани, дикі коні. У Чорному лісі на очаківському боці зустрічалися ведмеді та лосі, в Дніпровських плавнях гніздилися: дикі гуси, лебеді, дикі качки, колпиці, дрохви, журавлі, баби (пелікани кучеряві), лелеки, тетерваки, водяні курочки, деркачі, дикі голуби, орли, яструби, стрепети, чайки. Серед риб, яких запорожці ловили у річках і по лиманах, князь Мишецький називає такі види: осетер, севрюга, стерлядь, білуга, сом, сазан, минь, щука, карась, окунь, судак, плітка, тараня, лящ.

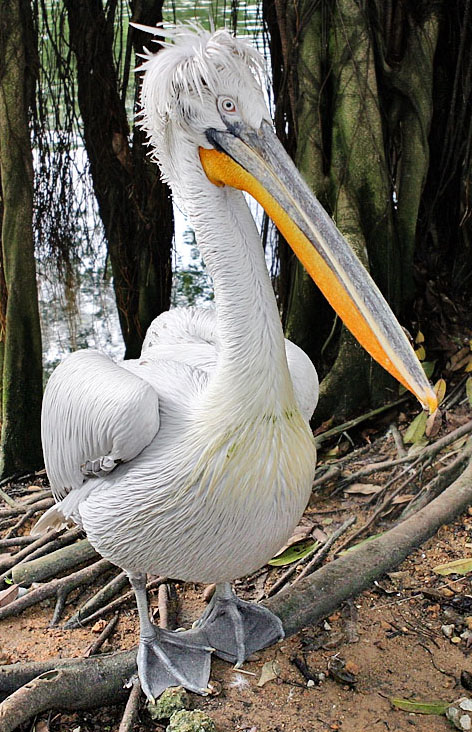
Пелікан кучерявий.

Натураліст із Санкт-Петербургу Ігнатій Ляпунов, який відвідав цей край 1879 року, приводить чимало властивих лише для тутешніх місць назв птахів і звірів. Наприклад, каркуша, гаркуша (баклан), баба-птиця (пелікан кучерявий), коров'ячий пастушок (одуд), видниха (видра), дика коза (козуля). Збирач народного фольклору Яків Новицький 1887 року записав цікаву розповідь 88-річного Микити Джигиря (прямого нащадка запорозького козака) про природу Дніпровських плавнів. Можна навести короткий уривок з нього: «Ще були говорять, дикі коні і дикі свині, але мені їх не доводилося бачити: це було ще при запорожцях. Були ще борсуки, виднихи (видри). Видниха невелика, як шашча (дрібний собака), жила у воді, а іноді й вилазила на берег. Були бобри — і ті скоти (нори) робили собі у воді. Бобрів я бачив за своє життя чимало: усе, бувало, тягнуть хмиз у воду. Дикі кози (козулі) і тепер є в плавнях, але мало, а була їх сила (багато)! Вони любили пастися там, де мочар (мокрі місця на болотах, вкриті соковитою травою) і дикий хрін. Дикі кози і тепер є в плавнях, але мало, а була їх сила (дуже багато)! Дика коза відгукується непротяжно, тільки „ме-е“! А цап теж коротко: „Хав-хав-хав!“ З диких птахів було багато голубів: водилося по лісах, по скелях. Водилися ще огарі, тетереви (тетерваки), баклани, тепер, тетерваків немає і в помині, замандрували (кудись зникли), а баклани і досі є, але рідко, і те більше по порогах. Вони чорні, сідають (селяться) серед Дніпра, де мало людей. Колись було багато деркачів, тепер і тим місця не стало. Не густо тепер і качок стало за вражими стрільцями».
Наприкінці XIX — на початку XX ст. відомостями про флору і фауну Дніпровських плавнів цікавився відомий дослідник історії запорозького козацтва Дмитро Яворницький. В ті роки їм було записано розповідь 116-річного діда Розсолоди, який народився в 1772 р., був сином запорозького козака і добре пам'ятав природу плавневих лісів. Ось лише декілька невеликих уривків з його розповіді: «Вовки, лисиці, борсуки, дикі кози, чокалки, виднихи, так один за іншим і біжать, так і пластують по степу. Вовків така сила була, що їх кийками били, а з їх шкур чоботи носили і шкірянки робили. Були дикі коні; цілими табунами ходили; по три-чотири так і ходять. А що вже птахів було так, Боже великий, качок, лебедів, дрохов, хохітви, диких гусей, диких голубів, лелек, журавлів, тетерваків, перепелів — так, хо-хо-хо! Стрепетів силками ловили, дрохов волоком тягли, тетерваків, як настане ожеледиця, дрюками били. І що за сила того птаха була!» Серед головних видів місцевих риб старожил називає чечуру, пістрюгу. коропів, осетрів, згадуючи що зазвичай їх витягали стільки, що на увесь курінь ставало (вистачало).
Чудові спогади про природу Дніпровських плавнів залишив відомий письменник-натураліст Андріан Кащенко (1858-1922 рр.). У своєму нарисі «Великий Луг» він відзначав: «Вовків і лисиць в мої часи було чимало, зайців же — велика сила. Мені розповідали тутешні люди, що в повені зайці рятувалися на високих місцях і збивались в таку масу, що можна було руками кидати в човни. Про диких кіз я чув від стрільців, нібито вони в 1880—1888 роках ще водилися в плавнях, але сам я їх не бачив, бо і не шукав: я не був мисливцем і хоч носив з собою по Великому Лугу рушницю, то тільки виключно проти вовків». А ось якими запам'яталися Дніпровські плавні початку ХХ століття нікопольцю Павлу Коппу: «Тишу порушували лише іноді скрекіт сороки, яка розносить по плавнях пташині новини, заклик одуда, та шелест листя під крилом вітерцю, що налітав. Любив я, сидячи на пеньку, слухати ці звуки та милуватися флотом легкокрилих метеликів і бабок. Тут для нарядів метеликів природа своїх фарб не пошкодувала. Одні крутилися, як виряджені в червоне циганки, інші — ніжно-білі, як одягнені в газ і мережива балерини, треті, — зелені, четверті — яскраво-блакитного кольору, що змагався з блакиттю неаполітанської затоки. Немов повітряні феї цілими днями легко і витончено кружляли тут метелики над травою і квітами».

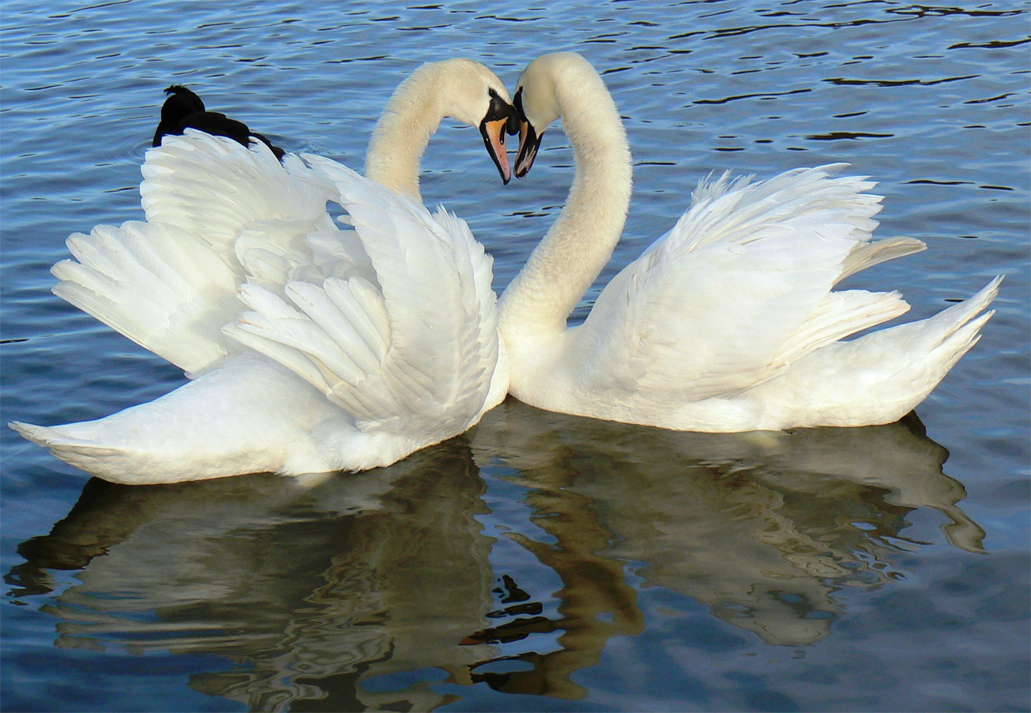
Приблизно так зображають на весільній символіці лебедів

У 1930 році Михайло Акімов у виданні «Головні пам'ятки природи середньої Наддніпрянщини» підкреслював найважливішу роль Дніпровських плавнів для виведення і перельотів багатьох птахів Східної Європи: «Маючи такі специфічні умови, які дуже сприяють вимогам водних і болотяних птахів, плавні незлічена кількість їх притягають упродовж більшої частини року. Коли до цього додати що, як відомо, Дніпро є одним з головних перелітних шляхів птахів Східної Європи, то зрозуміло стане, чому Великий Луг з прадавніх часів славиться як місце розмноження і перебування під час перельоту маси різноманітних птахів. Ще і зараз, під час загального катастрофічного зменшення дичини, випадок, коли один мисливець за день полювання добуває біля півсотні качок, тут звичайне явище».

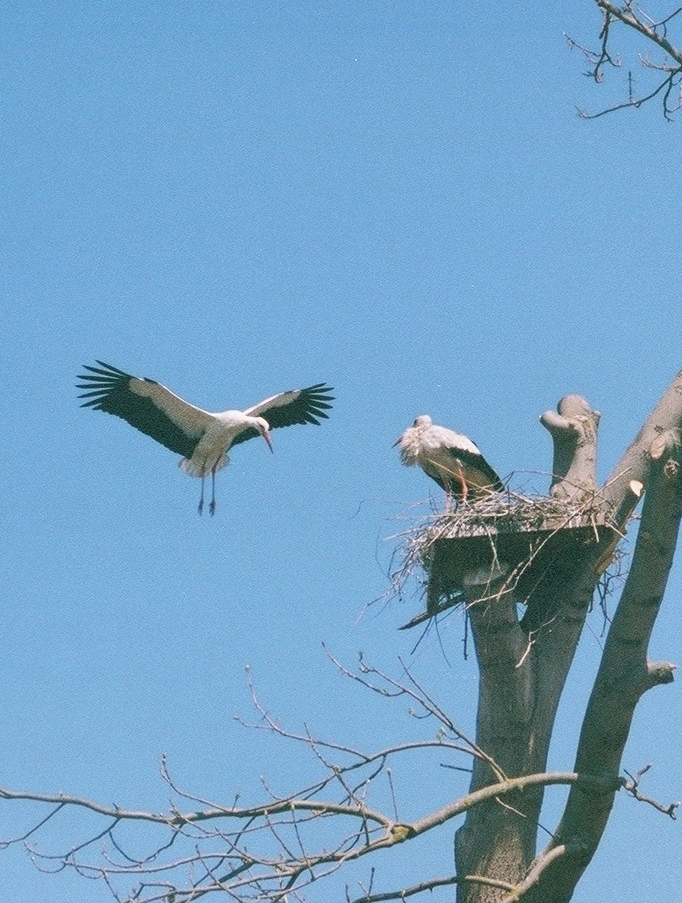
Лелека в польоті

Коли в 1930 р. в Нікопольському краєзнавчому музеї було створено відділ природознавства, його очолив Микола Цегер — місцевий дослідник-ентузіаст, який присвятив своє життя вивченню тваринного світу Дніпровських плавнів. Він народився в грудні 1881 р. в сім'ї німецького колоніста, після закінчення Катеринославського університету і отримання диплому біолога повернувся в рідні місця, де відразу з головою занурився в просвітницьку діяльність. У ці роки Миколою Карловичем спільно з Дмитром Яворницьким було організовано чотири науково-дослідні експедиції Дніпровськими плавнями та історичними місцями Нікопольщини. Будучи чудовим мисливцем і таксидермістом, Микола Цегер створив багату колекцію опудал плавневих птахів і звірів. Завдяки ній, мешканці величезного промислового регіону і сьогодні мають можливість отримати наочне уявлення про минулу природну різноманітність тутешніх місць.
У роки окупації завдяки самовідданим зусиллям Цегера, вдалося зберегти від вивезення в гітлерівську Німеччину багато цінних музейних експонатів. Після звільнення Нікополя радянськими військами у лютому 1944 року, Микола Карлович знову очолив відділ природи, продовжуючи вивчати тваринний світ плавневих масивів і поповнювати експозицію музею. 1958 року, після важкої хвороби йому довелося залишити справу усього свого життя. На той час води рукотворного Каховського моря вже навіки поховали у своїй товщі розмаїтий світ Дніпровських плавнів.
Донька Миколи Цегера — Світлана Тарасенко теж стала біологом, кандидатом біологічних наук. Вона очолювала лабораторію біологічного моніторингу НДІ біології Дніпропетровського державного університету, переймалася проблемами збереження вцілілих куточків Дніпровських плавнів та їх тваринного світу. Вона була одним з ініціаторів створення Дніпровсько-Орільського природного заповідника.
Різноманітним та неповторним був тваринний світ Дніпровських плавнів в останні роки їх існування. У стоячих водоймах, іноді навіть у калюжах зустрічалися п'явка псевдокінська велика (довжина тіла до 15 см) та п'явка псевдокінська мала (4-6 см). Вони живилися молюсками, личинками комах, пуголовками та маленькими рибками. Для людини та великих тварин ці п'явки загрози не становили, бо були не в змозі прокусити їх товсту шкіру. На відміну від них п'явку риб'ячу можна було побачити і у великих плавневих озерах, і навіть у річках. Траплялося, що рибалки знаходили на тілі однієї риби кілька десятків таких п'явок, а більше усього від них страждали коропи.
У плавневих водоймах мешкало до 12 видів молюсків, найбільш поширеними серед яких були: ставковик звичайний, ставковик вушкуватий, ставковик малий, котушка рогова, беззубка звичайна та перлівниця. Біля Лисої гори на Новопавлівці (район м. Нікополя) виловлювали найбільших звичайних ставковиків, висота черепашки яких становила 65-68 мм. У Базавлуцьких плавнях було дуже багато беззубок та перлівниць, яких місцеві жителі іноді використовували у їжу. Ставковики вушкуваті мешкали в усіх стоячих водоймах.
Найбільш дивовижним представником класу павукоподібних, які зустрічалися у Дніпровських плавнях був, безперечно, павук-сріблянка. Від інших павуків він відрізнявся тим, що оселявся не на землі, серед травинок та чагарників, а у воді. Там, серед водяних рослин, і будував своє житло, схоже на дзвін. Дихав у ньому павук повітрям, принесеним з поверхні. Для цього він висовував зовні, над поверхнею води, черевце, а потім повз з захопленним повітрям униз, до дзвону. У воді повітря навколо черевця здавалося схожим на сріблястий міхур. Звідси і походила назва цієї істоти — павук-сріблянка. Потім господар дзвону сідав біля входу та чекав на здобич. Зиму павук проводив або у спеціально побудованному коконі, або у порожній раковині черевоногого молюска (найчастіше ставковика або бітінії).
Над гладдю плавневих водойм у теплі сонячні дні літало безліч бабок. Серед них були і тендітні красуні (красуня-діва), яких здалеку можна було прийняти за метеликів, і маленькі лютки (лютка-наречена), і добре помітні завдяки жовтому або зеленкувато-жовтому забарвленню голови та грудей дідки (дідок звичайний, дідок жовтоногий), і великі коромисла (коромисло зелене, коромисло синє, коромисло велике). Справжні бабки були представлені бабкою чотириплямистою, бабкою болотяною та бабкою жовтою.
По поверхні води ковзали водомірки, а серед водяної рослинності ховалися водяні скорпіони та ренатри. Тихими літніми вечорами, у сутінках, на воді ставків, озер, річкових затонів лунали короткі булькаючі звуки. Це поверталися до своєї рідної стихії жуки-плавунці — справжні хижаки-ненажери. Дрібні плавунці нападали на великих водяних членистоногих, а великі жуки живилися молюсками, пуголовками, дрібними жабенятами, мальками і навіть дорослими рибками. Безжальними хижаками були і личинки жуків-плавунців.
У 30-х — 40-х роках XX століття у Базавлуцьких плавнях (у Дніпрі та його притоках) неодноразово спостерігали та виловлювали міногу українську. Навесні 1951 її спостерігали неподалік від місця впадіння річки Лапинки у Дніпро. В кінці квітня 1954 року відразу кілька десятків цих істот місцеві рибалки спостерігали на незамулених ділянках Старого Дніпра.

#### Риби
Серед риб, які мешкали у місцевих річках та озерах було чимало цінних промислових видів. Це, насамперед, чехоня, сазан, судак, в'язь, головень, плітка, жерех, лящ, минь, карась. У Дніпрі також траплялися стерлядь та інші осетрові. «Звичайною нікопольською рибою» вважався берш або секрет. Відомий іхтіолог ХІХ століття Леонід Сабанєєв у праці «Риби Росії» писав: «В Черноморском бассейне он встречается почти исключительно в Днепре, но по-видимому, не поднимается здесь выше Кременчуга: по крайней мере, выше Кременчуга берш или секрет, вовсе не известен днепровским рыбакам, да и здесь его часто смешивают с молодыми судаками; под Екатеринославом, напротив он уже не составляет редкости, и всякий рыбак умеет отличить его от судака, а под Никополем он принадлежит к числу обыкновенных рыб.»
Дуже відомою у цій місцевості рибою був також в'юн — його ловили у річках сорочками, а іноді навіть і голими руками. Найбільшими серед усіх риб були сом та щука. Якщо вірити записам деяких натуралістів (Кесслера та інших), ще в XIX столітті у Дніпрі виловлювали сомів довжиною понад 4 м та вагою 288 кг. Що стосується щук, то у XX столітті щуки понад 1,5 м не були рідкисними. У 1910 році одразу двох таких щук впіймали біля Нікополя (151 см та 155 см).
Серед бичків у Дніпрі та інших місцевих річках найбільш поширеними були бичок-кругляк та бичок-бабка.

#### Земноводні
Світ земноводних був представлений тритоном гребінчастим, кумкою, ропухою зеленою, ропухою сірою, квакшею, жабою озерною та жабою ставковою. Жаба гостроморда зустрічалася спорадично, найчастіше у Кінських плавнях. В період розмноження забарвлення самців цієї жаби ставало яскраво-блакитним, з перламутровим блиском.

#### Плазуни
Серед плазунів найбільш поширеними були черепаха болотяна та вуж звичайний. У Базавлуцьких та Кінських плавнях їх можна було зустріти майже скрізь — у стоячих або слабопроточних водоймах, болотах, ставках, великих та маленьких озерах, річкових затоках, на вологих місцях серед плавневої рослинності тощо. У Базавлуцьких плавнях, на болотах та по берегах плавневих озер зрідка оселялась маленька (довжина тулуба 7-7,5 см) живородяща ящірка. Вона добре плавала і пірнала, а для схованок використовувала неглибокі нори, які рила сама. Наприкінці липня самка народжувала 5-6 (зрідка до 10) малят, або несла яйця, з яких відразу вилуплювалися малята.

#### Птахи
До будівництва Каховського водосховища у Дніпровських плавнях зустрічалось 180 видів птахів. Звичайними болотяними птахами були бугай та бугайчик, які вели нічний спосіб життя та будували гнізда в очеретах, рідше серед кущів. У плавнях річок мешкали чапля сіра, чапля руда, чапля жовта та мала біла чапля. Нерідко разом з іншими чаплями оселялися кваки.

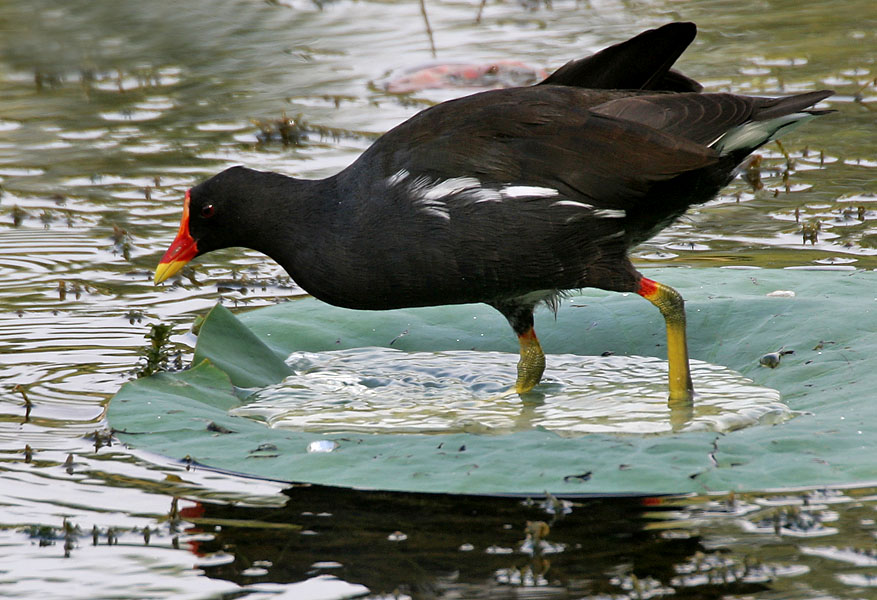
Курочка водяна

За згадками натураліста та письменника Андріана Кащенка (1858—1922 рр.): «Баклани та морські чайки водилися й на Дніпрі, й по лиманах». Найбільш розповсюдженими у нашій місцевості були мартини звичайні, які гніздилися цілими колоніями на численних дніпровських островах.
У середині 30-х років ХХ століття у долині річки Базавлук були відмічені випадки гніздування коровайки. Високо на деревах у глухих, малолюдних місцях Кінських плавнів мостили свої гнізда лелеки чорні. На відміну від них лелеки білі, які мостили гнізда у вигляді хмизу, часто оселялися в селах і навіть в містах, біля людських осель. Гніздо норця великого (пірникози) являло собою справжній витвір архітектурного мистецтва. Його птах влаштовував на воді, у вигляді невеликого плоту, прив'язаного кількома стеблами рогози, очерету або осоки. Траплялося, що житло норця відривалось від водяних рослин та дрейфувало по воді.
Гніздо водяної курочки було завжди розташовано так, що дістатися до нього можна було тільки по воді. При його спорудженні птахи завжди дотримувалися обраного будівельного матеріалу — будували його тільки з листя рогози або виключно з листя очерету. А до гнізда лиски завжди вели справжні сходні, утворені стеблами прикріплених до нього рослин, які спускалися до води.

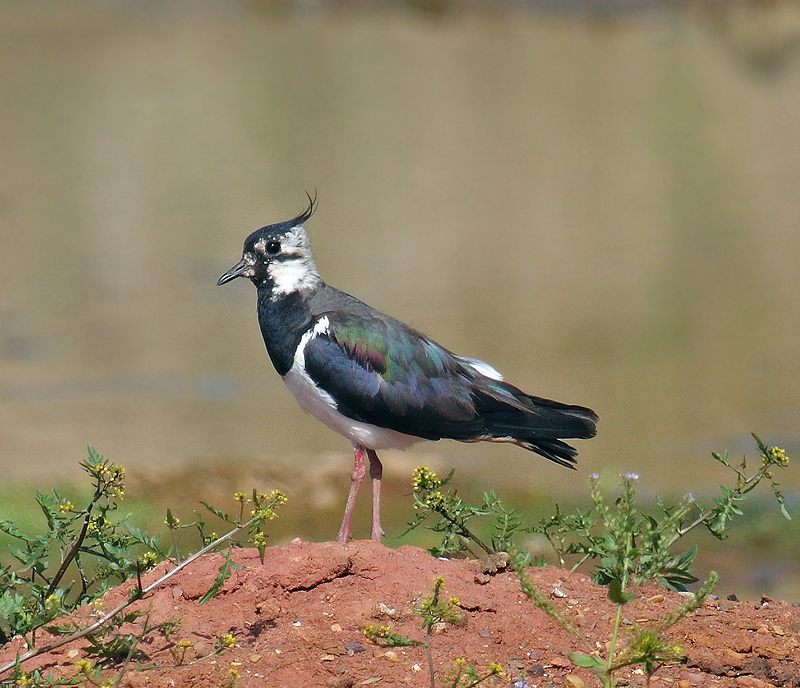
Чайка, інколи чибіс

У Конських та Базавлуцьких плавнях зустрічались: чирок-свистунок, чирок-тріскунок, свищ, широконіска, червоноголова чернь, крижень, нерозень та інші качки. Кулики-сороки свої гнізда завжди влаштовували на піщаних косах, серед гальки та піску, іноді прикрашаючи їх уламками раковин, маленькими кварцовими камінчиками. Під час перельотів у плавнях зустрічалися чисельні зграї турухтанів.
Крім цих куликів у Дніпровських плавнях та біля них, селилися: чайка-чибіс, бекас, травник, перевізник. Коли орлан-білохвіст пролітав над плавневими лісами, то під час його польоту були добре помітні великі, широкі, розчепірені на кінцях крила та невеликий, загострений білий хвіст. Найчастіше цей могутній птах гніздився у Казених плавнях, не дуже далеко від води. У високих глинястих скелях викопували свої гнізда ластівки берегові. Бджолоїдки звичайні, родичі рибалочок, також гніздилися в норах, які самі викопували у глинистих урвищах, розташованих неподалік від води.
Неподалік від цих місць полював за рибою, кидаючись у воду, інший хижак, скопа. Великої шкоди водяним завдавав дуже полюбляючий порослі очеретом або осокою водойми, лунь очеретяний, а шуліку чорного, часто можна було зустріти біля людських осель. Прямо на землі, серед болота, влаштовувала своє гніздо сова болотяна, яка рідко сідала на дерева. На високих дніпровських кручах, на землі гніздився пугач, відкладаючи яйця серед коріння вивернутого дерева, під колодою, у глинястій ніші. Серед верб, гілки яких низько нависали над водою, будував гніздо-рукавичку ремез, а рибалочка вистилав своє житло, яке викопував сам в береговій кручі або яру, кістками риб. Часто подібні гнізда мостили на очеретинах над водою очеретянка велика та очеретянка ставкова. По сусідству із ними нерідко гніздився цвіркун річковий.
У просторих плавневих лісах, які складалися з верби, в'яза, тополі, вільхи селилися: великий строкатий дятел, сивий дятел, крутиголовка, синиця велика, мухоловка сіра, одуд.

#### Парнокопитні
Принаймні до початку ХХ століття у Дніпровських плавнях зустрічалися зубри. Відомий зоолог Кіріков С. В. відмічає: «По всему бассейну Дона и Днепра тоже водились зубры. На юге доходили они до берегов Азовского и Черного морей». Ще в середині XIX століття у посушливі літні періоди біля водопоїв на Конці та інших річках спостерігали стада диких коней (тарпанів). Голова Дніпровської повітової управи Колчанов А. М. писав: «Тарпаны были очень осторожны, легки и быстры на бегу. Стадом тарпанов всегда заправлял самец, он охранял стадо во время пастьбы, всегда находясь на каком-нибудь кургане, вообще на возвышенной местности, тогда как стадо паслось в долине. Самец давал стаду знать об опасности и сам уходил последним. Он же гнал свое стадо к водопою, предварительно осмотревши место водопоя, нет ли опасности, для чего удалялся от стада нередко на версту и более». У другій половині XIX століття в цій місцевості були знищені останні стада вільних тарпанів. Ряд історичних документів засвідчує випадки поселення у Дніпровських плавнях (особливо у глухих та найвіддаленіших їх куточках) бобрів. Вірогідніше за все, зникнення цих тварин у нашій місцевості припадає на 30-ті роки XIX століття. Якщо у XVIII та ХІХ століттях видра була досить поширеною як у Конських, так і в Базавлуцьких плавнях, то вже на початку XX століття популяція цих звірів стала поступово скорочуватися.

#### Плавневі ссавці
Світ плавневих ссавців опинився найбільш вразливим та беззахисним перед ходою людської цивілізації, зазнавши перших, досить вагомих втрат ще у XIX столітті. До будівництва Каховського водосховища типовими ссавцями Дніпровських плавнів були: миша маленька, нічниця водяна, їжак, заєць-русак, кабан дикий, козуля, ласиця, горностай.

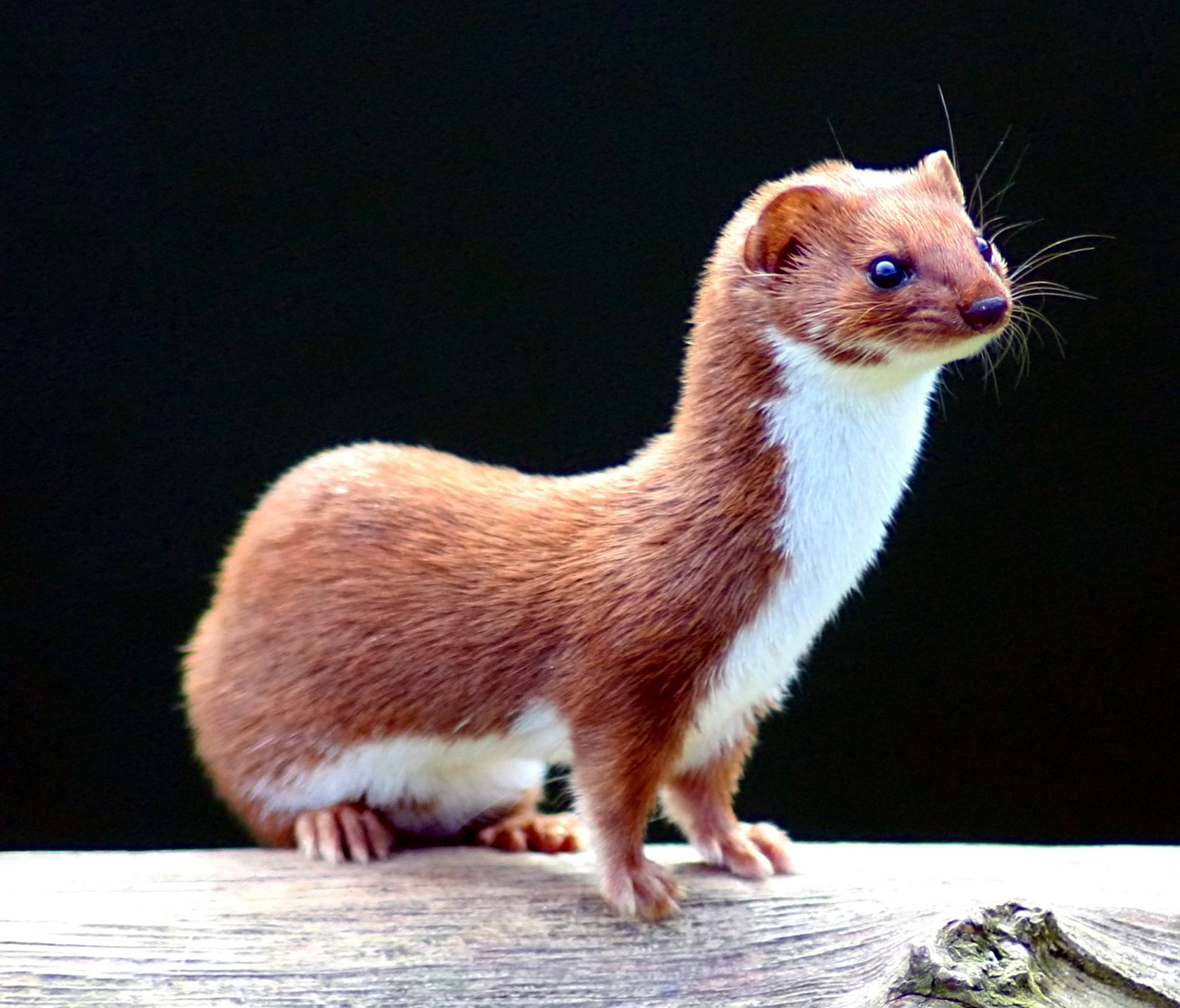
Ласиця

А також звичайними жителями Дніпровських плавнів були: куниця кам'яна, тхір чорний, борсук, лисиця звичайна.
Траплялися у Дніпровських плавнях і вовки, але найчастіше, особливо у холодні зимові місяці, до місцевості заходили вовки, які мешкали у більш північних районах. На вологих місцях, по берегах річок зустрічалися: видра, полівка водяна, бурозубка водяна, кутора водяна та кутора мала.

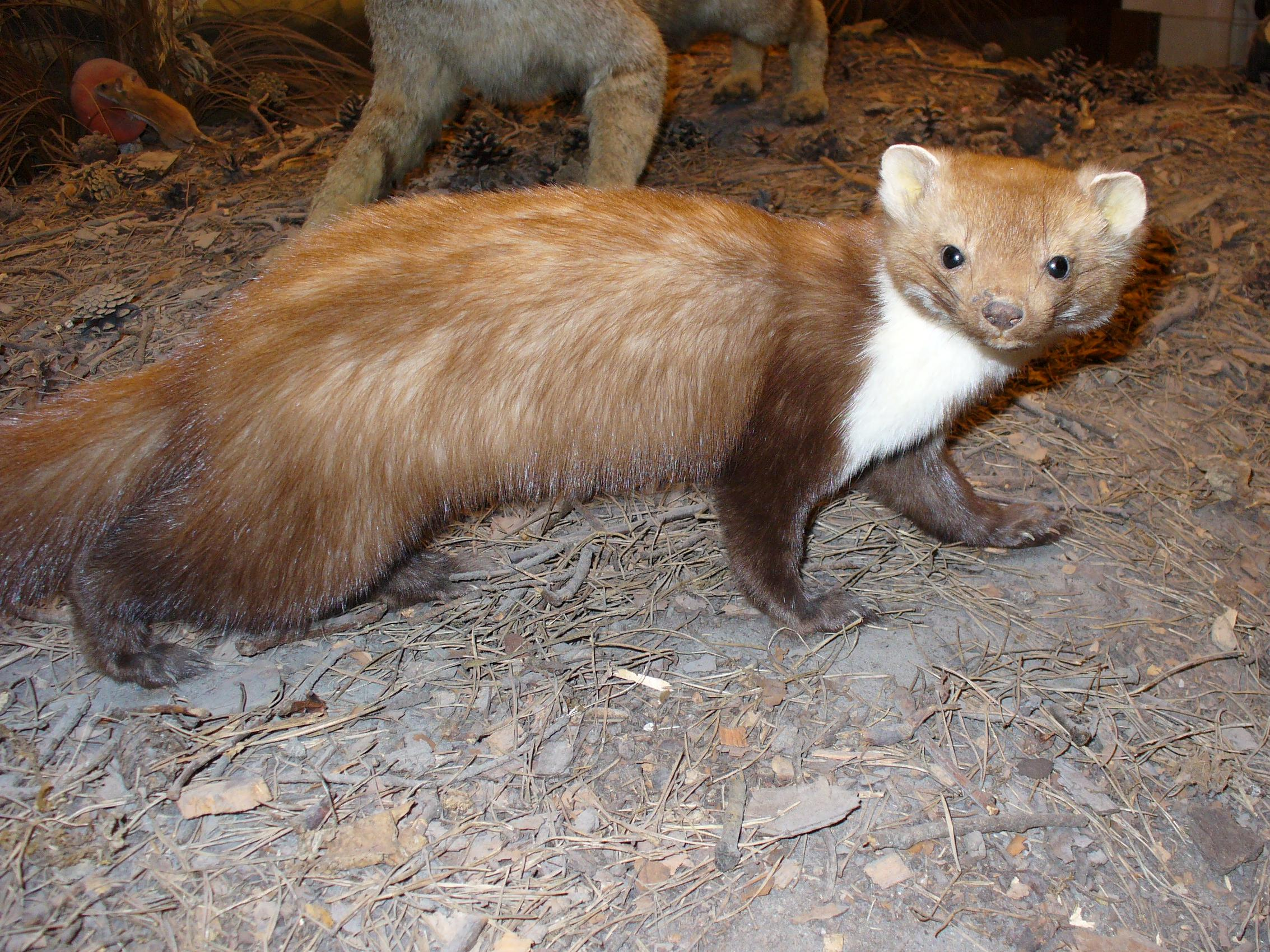
Куниця кам'яна

У 1953 році у Базавлуцьких плавнях були відмічені випадки поселення вовчка сірого, а у 1955 році неподалік від села Покровського мешкало кілька представників іншого виду вовчків — вовчка лісового. Востаннє цих маленьких, дещо схожих на білочку тварин, у цій місцевості зустрічали в середині 70-років XX століття, вже після будівництва Каховського водосховища.
Створення на великій території, яку раніше займали Дніпровські плавні, Каховського водосховища — величезної штучної водойми, площею 215,5 тис. га і протяжністю 242 км, істотно змінило тваринний світ тутешніх місць. У наслідок його слабкої проточності зникли реофільні (ті, що живуть в проточній воді) і прохідні види риб. Ряд видів (підуст, рибець, стерлядь, минь) нині представлені лише одиничними екземплярами і знаходяться на межі повного зникнення. Істотно скоротився видовий склад земноводних і рептилій. Повністю зникли або стали дуже рідкісними багато видів коловодних і водоплавних птахів, а також хижаків. Найбільший збиток понесли пернаті, які гніздилися на дніпровських островах, поблизу плавневих озер і боліт, на заливних лугах. На зникнення кількості хижих видів значною мірою вплинули вирубування і затоплення плавневих лісистих масивів. Вже за 10-15 років після будівництва Каховського водосховища зникли: лелека чорний, скопа, каравайка, сіра і руда чаплі, стали дуже рідкісними пугач, сова болотяна, чомга, кулик-сорока, чайка, лелека біла, нелозень, червоноголовий нирок, чирок-свистун, широконіска, орлан-білохвіст та багато інших птахів. Зникнення природного середовища існування, негативно позначилося і на видовому складі ссавців. Затоплення плавневих лісів, луків, долин і невеликих річок привело до зникнення горностая, кішки лісової, борсука і ще значної кількості інших типових мешканців Дніпровських плавнів. Доцільність будівництва Каховського водосховища досі під сумнівом, через жахливі екологічні наслідки для регіону.

### Люди та плавні

#### Заселення
З давніх часів життя людини було тісно пов'язане з Дніпровськими плавнями. На місцях стоянок первісних людей, що мешкали у часи неоліту, археологами було знайдено кам'яні рибальські гачки та уламки гарпунів, що беззаперечно свідчить про поширення у наших краях рибальства ще в ті далекі часи. У XIX та на початку ХХ століття виловлена у місцевих річках риба, постачалася до Києва, Москви та Санкт-Петербургу. У посушливі голодні роки рослинність Дніпровських плавнів рятувала багатьох людей від неминучої загибелі. З кореневищ сусака звичайного робили борошно та пекли хліб. Кореневища нарізали шматками, сушили, мололи і отримували напій (своєрідний замінник кави). У деяких місцях кореневища цієї рослини смажили, як картоплю. Отримували борошно та пекли хліб також з кореневищ очерету звичайного. Водяні горіхи варили у солоній воді, або запікали їх на вогні. У їжу також використовували кореневища латаття жовтого. На мілинах їх діставали руками, а на більш глибоких місцях — за допомогою багрів з човнів. Зібрані кореневища очищували, промивали у воді та нарізали на шматки. Для прискорення сушіння, їх нанизували на шпагат і розвішували на чистому повітрі у затінку. Дніпровські плавні не раз рятували місцеве населення не тільки від голоду, але й від іноземних загарбників… Після окупації гітлерівцями Нікопольщини (17 серпня 1941 року) у Дніпровських плавнях діяли партизанські загони, які очолювали Куцевол П. М., Клочко М. К., Ступак В. Г., Рижиков Ф. Т., Резніченко А. Г. На островах було створено партизанські бази, у віддаленних куточках плавнів переховували поранених бійців Червоної армії та зброю. 9 жовтня 1941 року народні месники здійснили сміливий напад на гітлерівців. Фашисти втратили 123 солдати вбитими, багато гвинтівок, 5 ручних кулеметів, 14 автоматів, 2 вогнемети, 2 міномети, 19 пістолетів, велику кількість патронів та інших боєприпасів. У другій половині листопаду 1941 року загарбники були змушені кинути проти діючих у Дніпровських плавнях партизанів цілу дивізію «СС», але окремі групи продовжували чинити опір до кінця лютого 1942 року. Частині народних месників вдалося відійти на північний схід та влитися у партизанські з'єднання у Брянських лісах. 1943 року діяльність партизанського загону, який базувався у Дніпровських плавнях біля сіл Грушівки і Кута (нині — село Ленінське, Апостолівського району) було поновлено. А у лютому 1944 року під час запеклих боїв на Нікопольському плацдармі, Дніпровські плавні стали справжньою пасткою для гітлерівців. Приводжу цитату з статті лейтенанта 4-го Українського фронту Толкунова: «Наши гвардейцы загнали часть гитлеровцев в топкие, непроходимые плавни и там, окруженные со всех сторон, они находили свою гибель». («Разгром никопольской группировки», газета «Правда», среда 9 февраля 1944 г., № 34 (9491)).

#### Час до Каховського водосховища
До будівництва Каховського водосховища багато нікопольців та мешкаців навколишніх сіл, мали у Дніпровських плавнях городи. На родючих плавневих ґрунтах вони вирощували гарні врожаї помідорів, огірків та інших овочевих культур. У плавнях знаходились дослідницькі ділянки, на яких місцеві мічурінці проводили експерименти з виведення нових сортів та акліматизації більш південних культур у наших широтах. Славилися Дніпровські плавні і своїми пасовищами, на яких місцеві жителі з весни до середини осені випасали велику рогату худобу. Стеблами та листями очерету годували коней та корів, зелені стебла та листя водяного горіха полюбляли корови та свині.
У місцевостях, де водяних горіхів було особливо багато, останніх годували ще й їх плодами. На низинних ділянках після відступу води, утворювалися різнотравні луки, на яких заготовлювали сіно. У Базавлуцьких плавнях мешканці навколишніх селищ тримали свої пасіки. Стебла очерету, гілки верби використовувались як будівельний матеріал.
До будівництва Каховського водосховища улюбленим місцем відпочинку мешканців міста Нікополя та навколишніх сіл були Дніпровськи плавні, а найулюбленішими були острів Орлова та острів Кохання.
У липні 1955 року нижня течія Дніпра, вище острова Козацького (Бериславський район, Херсонська область), була перекрита греблею Каховської гідроелектростанції. У наслідку створення підпори водою, було заповнено заплаву Дніпра від греблі Каховської ГЕС до міста Запоріжжя, довжиною близько 250 кілометрів — виникло Каховське водосховище.
Унаслідок будівництва Каховського водосховища, більшість Дніпровських плавнів було затоплено, змінилися клімат та природа регіону. Назавжди зникло багато Дніпровських островів, озер та дрібних річок. Щезли або стали дуже рідкісними, десятки видів рослин та тварин. Лише кількість птахів у деяких місцевостях за 20-30 років, після будівництва Каховського водосховища, скоротилася більш ніж удвічі.
У наш час, від колись просторих масивів Дніпровських плавнів, збереглись лише окремі, невеликі за площею «острівки». Це, насамперед, Томаківські та Марганецькі плавні (на півдні від сучасного м. Марганця), невеликі ділянки плавневої рослинності на околиці міста Нікополь (Новопавлівка, район зони відпочинку) та біля села Червоногригорівка. Чимало типових плавневих рослин та тварин зберігається до останнього часу у долині річки Базавлук. На нижньому Дніпрі деякі плавневі масиви досі зберігаються на лівій та правій стороні. Ці залишки Дніпровських плавнів потребують державної охорони.
Невеликий куточок Дніпровських плавнів зберігається до останнього часу і на території сучасного м. Нікополя. Він теж потребує охорони. У майбутньому, можливо, він стане частиною туристичного веломаршруту.

## Географія Дніпровських плавнів і Великого Лугу
- Основні рукави та стариці: Велике Дніприще, Дніприще (три), Орлова, Ревун (два), Річище (чотири), Старий Дніпро (чотири), Тарас.

Забори (гранітні скелясті виходи): Велика (Велика Розумівська), Терлівська (Тирлівська), Білякова (Біляя), Домаха, Лисогірська, Мусієва, Просередівська, Никонівська, Пеньківська, Тарасівська, Рябківа (Рябка), Подівська, Чернишева, Паліївська, Осетрівська, Кам'янська.
- Основні острови: Хортиця, Великий, Білий, Кагер, Носиківка, Тавань (Таваньський), Томаківка (Городище), Орлова, Любові, Британ, Сулими, Скалозубий, Вирван, Осетровий, Варавин, Вербовий, Боброві, Вовчі, Піщані, Каневського, Никонівський.
- Основні річки: Дніпро, Чортомлик, Базавлук (Базавлуг, Бузулук), Солона, Конка (Кінська), Підпільна, Скарбна, Лапинка, Бакай (Бокай), Піскувата, Павлюк, Нижня Скарбна, Жеребець, Бугай, Джуган, Ревун, Цимбал, Перевал, Прогній, Квашня, Чичиклія, Бистрик, Пономарь, Шарай, Велика Скажена, Мала Скажена, Цаврина, Гнила, Ткачева, Грузька, Сисина (Сисиня), Каканя, Похила, Шершава, Кам'янська Кінська, Знам'янська Кінська, Круглик, Янчокрак, Карачокрак, Скарбна-Колотівська, Томаківка, Кам'янка, Білозерка, Рогачик, Лопатиха, Мала Кам'янка, Заманіха, Витіха, Бубоніха, Велика Прорізна, Мала Прорізна, Левеніха, Гаманцовка, Свята, Московка, Халуювата, Суха Масковка, Кобильна, Темна, Нетригуз, Темні Води, Нижня Хортиця, Мокра Московка, Мірошник, Жбурик, Кушугум, Лопушка (Лопуховата), Гайчур, Терса, Вовча.
- Основні озера: Біле, Святе, Горіхове (два), Яєчне, Глибоке, Германи, Пеньок, Німецьке, Дениска, Шараб, Скатенне, Павлюк, Попівське, Графське, Линевате, Піскувате, Лозувате, Камишувате, Сомове, Шмальчиха, Бабине, Ракувате, Прогній (Прогной), Криве, Широке, Довге, Довжик, Кривець, Колодувате, Срібне, Волове, Шкварцевське, Кононово, Брилик, Бандурине, Самсичине, Ковальське, Колядчене, Цимбалове, Орлове, Уступ, Гуловате, Вонючка, Солове, Шарай, Лукновате, Закитне Мале, Закитне Велике, Шаварине, Тригубівське, Сухініне, Перелітне, Тарасівське, Бережнівське, Яма Кота, Мусієве, Феськова Яма, Бабине, Савине, Чорне, Кругле, Канциберівське, Харькове, Домаха, Балабинова Яма, Перевал, Левкове, Петляне, Лебедиве (три), Дзензешине, Шийчене, Дурне, Широке, Гулегене, Солдатове, Кінська Яма, Татарська Яма, Холодок, Закутне, Вербовате, Кутове, Кіндратове, Рибальське, Казенне, Старе, Замул, Свиняче.
- Основні урочища: Глибоке, Кінське, Вітиха, Домаха, Жолоб, Переміл, Царі, Карандашеве, Криве, Піщане, Чимбарка, Гатки, Зимнє, Прорізь, Паліївщина, Панидіно, Карай-Дубина, Мамай-Сурка (Сурка), Ковальське, Канциберівщина, Джерелівське, Харькове, Бандурине, Галене, Микитине (Микитня, Микитин Ріг), Кам'яний Затон, Воронцов Куток, Біляй, Каневське, Халуювате, Печище, Виноградне, Панцирка, Зелене, Вовче, Гетьманське, Тернове, Панське, Балабино, Кутове, Кам'янські Кучугури.
- Основні лимани: Чернишевський, Новопавлівський, Великий, Сулицький, Чортомлицький.

Основні кручі у межах м. Нікополя: Липинські, Новопавлівські, Потапова, Динисова, Кіндратова.
- Основні кручі у межах міста Нікополя: Липинські, Новопавлівські, Потапова, Динисова, Кіндратова.